# Ex chiesa di Santa Lucia (Gaeta)
L'auditorium Santa Lucia è una sala da concerto allestita nell'omonima chiesa sconsacrata, già di Santa Maria in Pensulis, situata nel centro storico di Gaeta, in provincia di Latina, in via Ladislao.
È la più antica chiesa della città, essendo frutto dell'ampliamento dell'XI secolo di un preesistente luogo di culto di epoca altomedievale; chiusa al culto nel 1966, venne sconsacrata nel 1972 ed è di proprietà del comune di Gaeta. L'edificio è, insieme alla chiesa di San Giovanni a Mare, esempio dell'architettura romanica gaetana, caratterizzata da influssi paleocristiani e bizantini.

## Storia

### La chiesa altomedievale

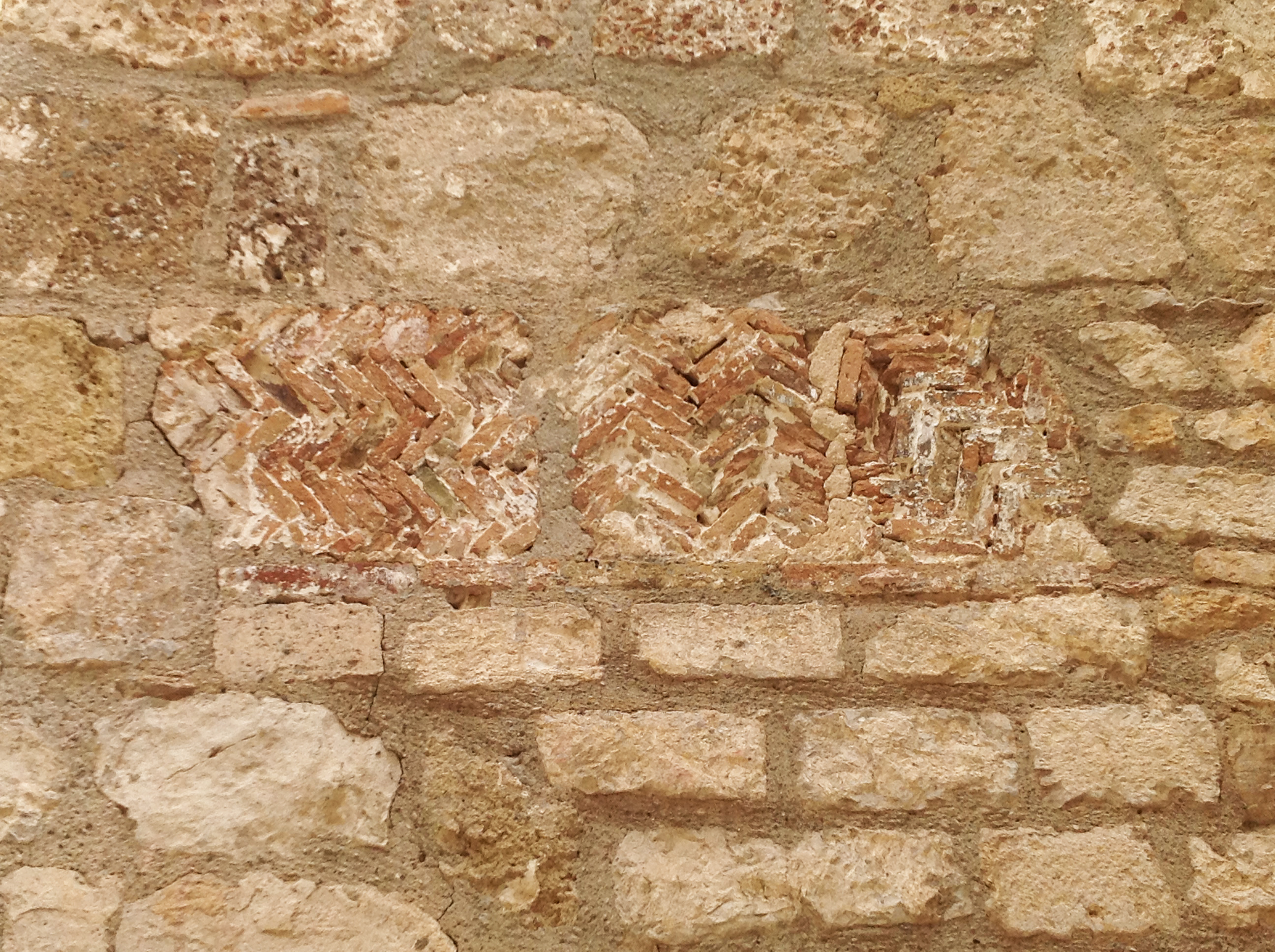
Inserti in opus spicatum nella facciata dell'edificio attuale, in origine parete di destra della chiesa altomedievale.

Nel sito dell'attuale edificio venne costruito un primitivo luogo di culto tra l'VIII e il IX secolo. Esso era situato nel centro abitato della città, aveva orientamento ortogonale rispetto all'odierno, con l'ingresso sull'antico decumano (l'attuale via Ladislao); la sua lunghezza (12 m) era pari alla larghezza dell'aula odierna, e la sua larghezza (6 m circa) corrispondeva alle prime due campate attuali. La chiesa era a navata unica, nella cui parete di fondo si apriva una piccola abside semicircolare in parte scavata nella roccia. L'ambiente era probabilmente coperto con soffitto a capriate lignee ed era illuminato da due bifore che si aprivano della parete di destra e che tuttora sono visibili, tamponate, sulla facciata della chiesa (che presenta, nella parte inferiore, un paramento murario differente rispetto al resto della costruzione, con inserti in opus spicatum, la cui disposizione, però, non sarebbe quella originaria) e da due monofore ad arco anch'esse attualmente murate e visibili all'interno dell'edificio, nelle prime due campate della navata sinistra al di sopra dell'antica porta d'accesso.
La chiesa altomedievale era dedicata probabilmente al Santissimo Salvatore (da non confondere con quella omonima in vicolo Caetani, attualmente ridotta in stato di rudere) e si tratterebbe del medesimo edificio citato con tale titolo nel Codex diplomaticus cajetanus nel 887 lungo la platea maior (identificabile con l'attuale via Ladislao), un documento in cui viene dichiarato che il sacerdote Mellito, operante in San Salvatore, riceve in enfiteusi un magazzino con botteghe situato nella città dal conte Giovanni figlio di Ramfo. Nel medesimo scritto è citata anche la non lontana chiesa di San Benedetto che poi, entro il 1024, ne avrebbe acquisito la titolazione. L'indicazione fornita da Salvatore Ferraro di santa Lucia come dedicataria dell'edificio originario a partire da un documento del 976 del Codex diplomaticus cajetanus all'interno del quale, in una vertenza relativa ai beni della chiesa di San Nicola sull'isola di Zannone, si fa riferimento ad un Giorgio, arciprete della chiesa di Santa Lucia martire, sarebbe errata in quanto farebbe riferimento non all'edificio di Gaeta bensì alla scomparsa chiesa e diaconia di Santa Lucia in Septisolio a Roma. In una relazione compilata nel 1591 dal vescovo Alfonso Laso Sedeño per la Regia Camera della Sommaria, la parrocchia omonima viene definita una delle più antiche in assoluto della città, insieme a quelle di San Pietro, San Tommaso e San Giorgio, motivo per cui il parroco aveva diritto ad indossare la mitria, tradizione caduta in disuso nel XIX secolo. Il duca di Gaeta Giovanni III promosse dei restauri alla chiesa.

### La ricostruzione bassomedievale

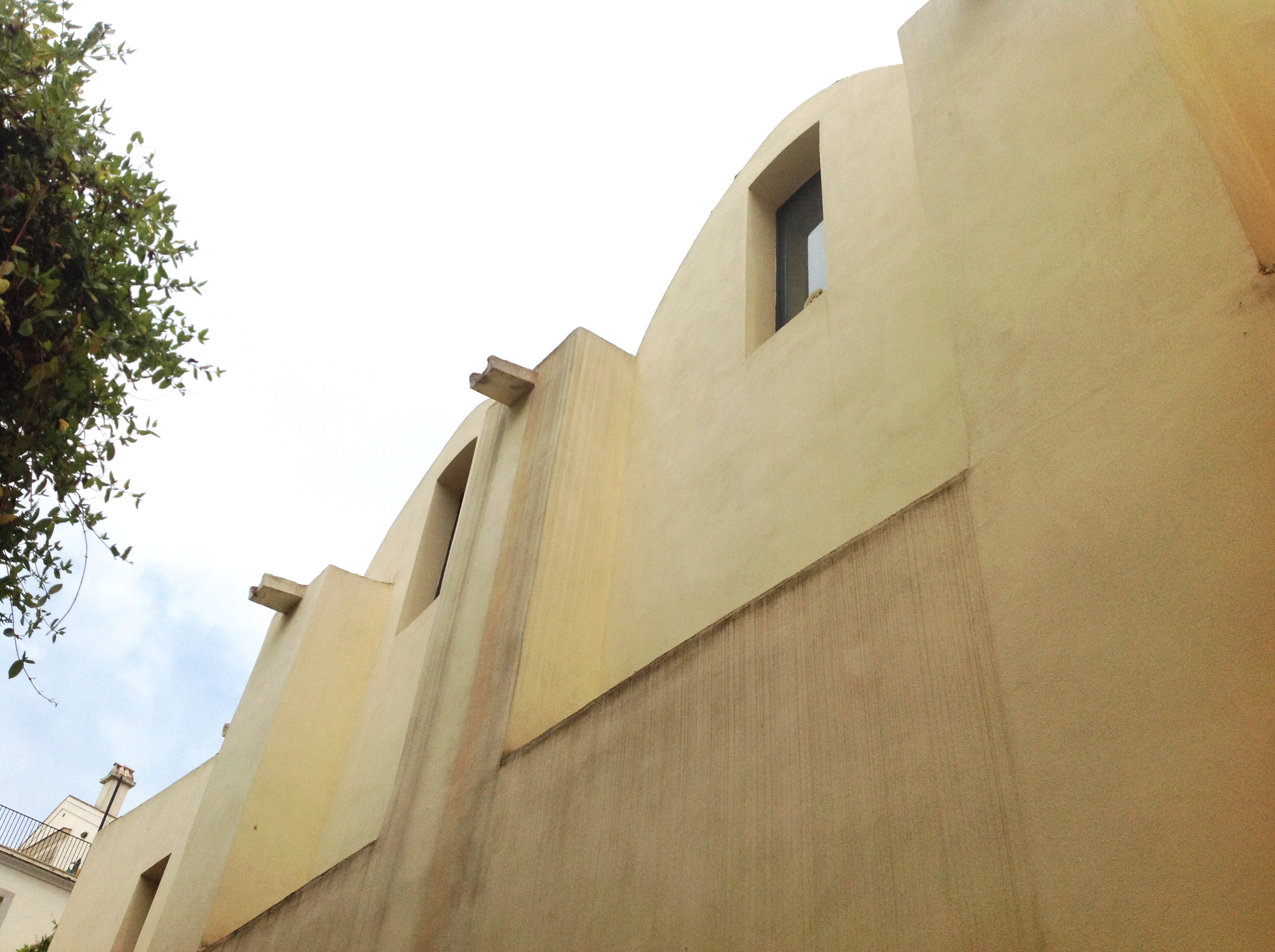
Scorcio del fianco sinistro, con le volte a crociera estradossate e i contrafforti del XIII secolo.

Nel XI secolo la chiesa venne ricostruita prendendo come modello la basilica abbaziale di Montecassino, riedificata dall'abate Desiderio a partire dal 1066 e consacrata nel 1071. L'asse venne ruotato di 90°, cosicché l'antica facciata venne inglobata nella parete laterale di sinistra; l'ambiente assunse una pianta basilicale di derivazione paleocristiana, a tre navate separate da archi poggianti su colonne di spoglio e coperte con soffitto a capriate. La chiesa gaetana, nella sua nuova conformazione, differiva dalla basilica desideriana per l'assenza del transetto ed aveva un aspetto analogo a quello della basilica di Sant'Angelo in Formis, nei pressi di Capua, o della chiesa di Santa Maria in Foro Claudio, a Ventaroli. Nell'ambito del medesimo intervento venne edificata anche la torre campanaria a base quadrangolare.
A partire dalla ricostruzione dell'XI secolo, la chiesa assunse la titolazione di Santa Maria in Pensulis (per la frequente presenza nella zona di giardini pensili), testimoniata per la prima volta in un documento del 1218 relativo alla donazione al monastero di Sant'Erasmo in Formia di un'abitazione situata nei pressi della chiesa, e presente anche nell'atto di fondazione dello Stabilimento della Santissima Annunziata (1322); essa venne mantenuta fino a tutto il XVII secolo, come testimoniato da due lapidi sepolcrali presenti all'interno della chiesa e rispettivamente datate 1480 e 1681, prima di venire sostituita dall'attuale che si era andata ad affiancare alla precedente almeno dalla seconda metà del XV secolo, venendo citata per la prima volta nel censimento del 1459.
La chiesa fu oggetto di restauro nel XIII secolo, probabilmente in seguito al terremoto del 1º giugno 1213, che ebbe epicentro sotto i Monti Aurunci e causò ingenti danni nell'area circostante, all'interno della quale ricadeva la città di Gaeta. In tal frangente l'originaria copertura a travi lignee venne sostituita, in tutte e tre le navate, con volte a crociera; per questo motivo fu necessario rinforzare le pareti dotandole di contrafforti (nella navata laterale di sinistra) e aumentandone lo spessore (nella navata centrale). Per tutto il medioevo, dall'VIII-IX secolo fino al XV, l'interno della chiesa venne arricchito con affreschi, in alcuni casi anche coprendo quelli più antichi.
Durante la permanenza a Gaeta di Ladislao di Durazzo, re di Napoli, e di sua moglie Costanza Chiaramonte, che soggiornarono insieme alla corte nella città dal 1387 al 1399, la chiesa di Santa Maria in Pensulis svolse la funzione di cappella palatina per la vicinanza con il palazzo ove dimorò il sovrano.

### Gli interventi rinascimentali e barocchi

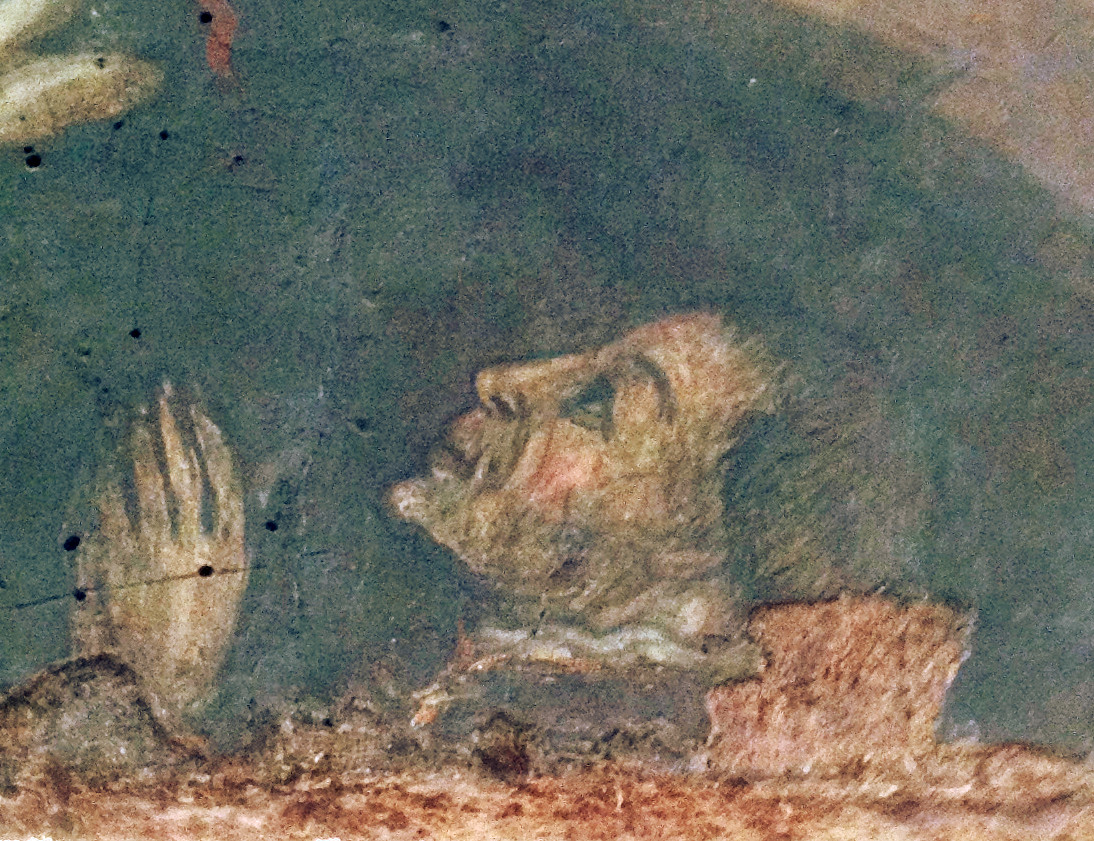
Giuliano D'Orca, parroco di Santa Maria in Pensulis fino al 1480, ritratto in veste di committente alla base del Crocifisso di Giovanni da Gaeta.

Nel corso dei secoli successivi la chiesa non subì modifiche sostanziali, il che le permise di mantenere pressoché inalterata la sua struttura medioevale: gli interventi condotti furono finalizzati ad arricchire l'interno dell'edificio con elementi decorativi in stile rinascimentale e barocco.
Nel 1456 venne commissionata dal parroco Giuliano D'Orca la realizzazione di un trittico raffigurante l'Incoronazione della Vergine, da collocarsi sopra l'altare maggiore, al pittore Giovanni da Gaeta, che successivamente per la chiesa dipinse anche un Crocifisso dipinto. Nel corso del XV secolo vennero edificati alcuni altari laterali lungo le navate minori.
Nel 1646 per volere del parroco Giambattista D'Aino (o Daino) Della Croce, la chiesa fu oggetto di un importante intervento di restauro in chiave barocca: l'interno venne arricchito con sobrie decorazioni in stucco e scagliola poste ad ornare le sottostanti membrature medioevali, assumendo un aspetto non dissimile da quello attuale della collegiata di San Pietro in Minturno. Vennero edificati quattro nuovi altari in luogo del precedente, dedicati rispettivamente a san Giuseppe, san Filippo Neri, al Crocifisso e a santa Lucia. L'altare maggiore venne inglobato all'interno di un retablo in legno dorato posto immediatamente davanti all'arco absidale: i due settori laterali erano costituiti da altrettante nicchie ad arco riccamente decorate con bassorilievi e contenenti le statue rispettivamente di San Pietro (a sinistra) e San Paolo (a destra), mentre quello centrale era formato dal trittico di Giovanni da Gaeta inserito all'interno di una cornice; quest'ultima, ascrivibile alla cerchia di intagliatori di Giovanni Francesco Mormando e costituita da un'alta trabeazione con fregio a bassorilievo, sorretta da due colonne corinzie scanalate tortili e sormontata dalle statue di Sant'Erasmo (a sinistra), San Marciano (a destra) e San Michele arcangelo (al centro), era probabilmente la parte anteriore dell'organo a canne costruito nel XVI secolo per la cattedrale di Gaeta; nei campi lasciati vuoti in alto dal trittico erano dipinti gli Evangelisti. Al di sopra del retablo, a occludere completamente l'abside, si trovava una ricca decorazione a stucco raffigurante un velario tenuto aperto da due angeli, che dipartiva da una corona lignea di notevoli dimensioni.

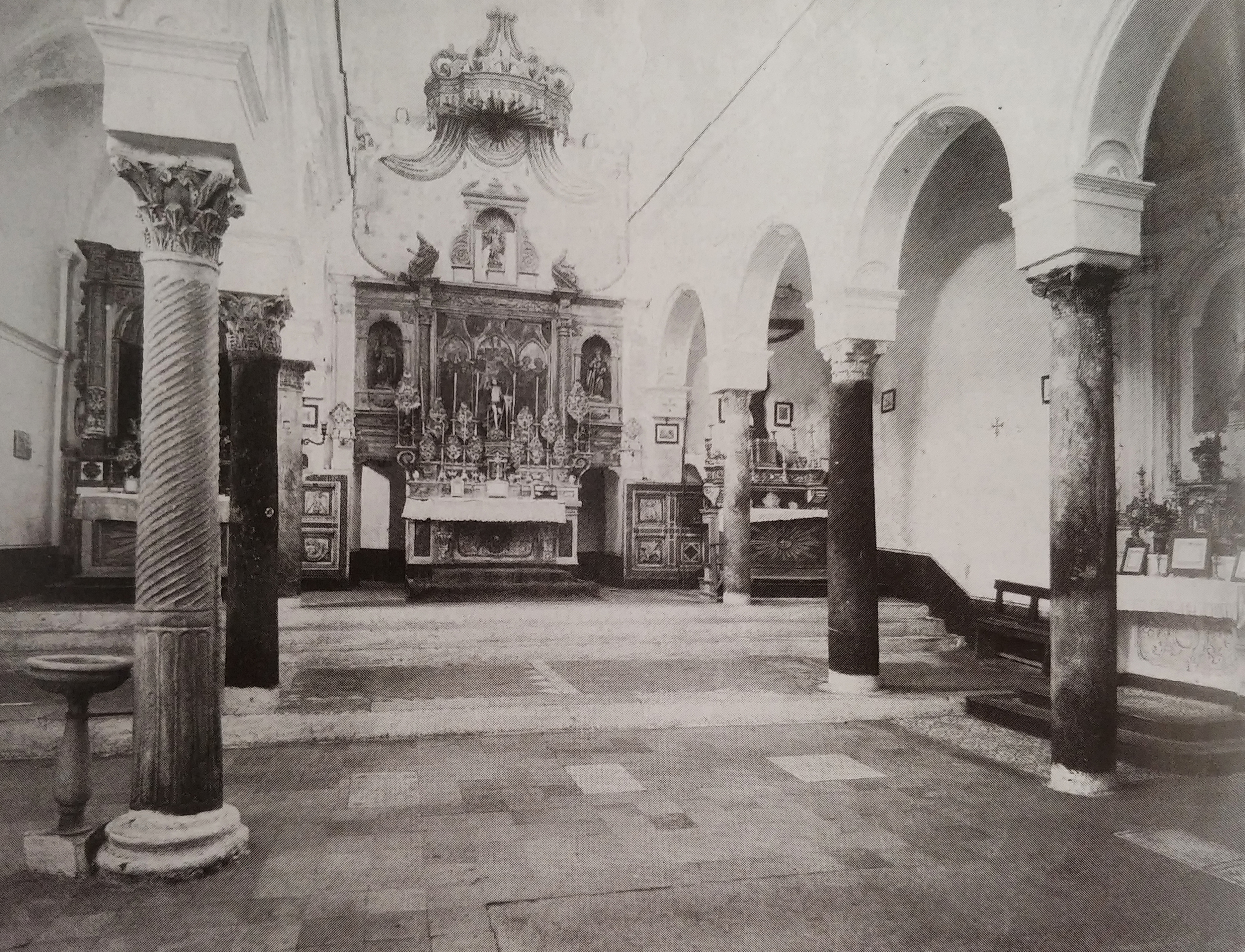
Interno della chiesa con la sua veste barocca in una fotografia di Romualdo Moscioni del 1892-1895.

Nel 1654 la chiesa, oltre ad essere parrocchia, divenne sede di una cappellania, fondata dal parroco D'Aino e affidata al sacerdote Francesco Varlone; vi era anche una confraternita dedicata a san Filippo Neri, che si riuniva presso l'omonimo altare, testimoniata nel 1751 e non più presente nella seconda metà del secolo successivo. Nuovi restauri vennero condotti per volere del parroco Francesco Orecchia Sales, al termine dei quali, il 13 luglio 1755, il vescovo di Gaeta Gennaro Carmignani consacrò tre nuovi altari:
(Lapide alla destra dell'abside)
L'8 maggio 1765 lo stesso vescovo procedette alla dedicazione della chiesa:
(Lapide alla sinistra dell'abside)
Nel corso del XIX secolo la chiesa, troppo piccola per essere riadattata a scopi militari, continuò ad essere sede di parrocchia e a venire officiata regolarmente pur versando in uno stato precario che verrà più volte registrato fino all'intervento degli anni 1930. Nel 1852 Giacomo Guarinelli, maggiore e comandante del Genio, nonché architetto in quegli anni attivo a Gaeta anche per l'ampliamento e rifacimento in stile neogotico del tempio di San Francesco, venne incaricato di restaurare alcune chiese della città tra cui quella di Santa Lucia, dove in particolare avrebbe voluto recuperare i frammenti cosmateschi del pavimento e i bassorilievi allora considerati parte dell'antico e perduto ambone della cattedrale; i lavori non ebbero mai luogo. Onorato Gaetani dell'Aquila d'Aragona, sindaco di Gaeta nel 1870-1876, durante il suo mandato avrebbe voluto trasferire la parrocchia alla vicina chiesa di Santa Caterina d'Alessandria per trasformare la chiesa di Santa Lucia, una volta sconsacrata, in museo d'arte e storia locale.

### I restauri dei secoli XX e XXI

#### Il restauro del 1934-1937

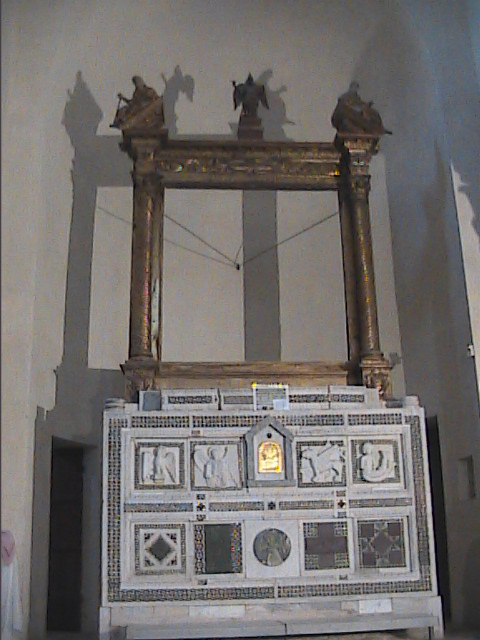
L'ex altare maggiore nel 2007, composto nel corso dei restauri del 1934-1937, privo della mensa e delle relative colonnine di sostegno, rimossi negli anni 1980.

Tra il 1934 e il 1937 la chiesa fu oggetto di un radicale intervento di restauro condotto da Gino Chierici per volere dello storico e Ministro della pubblica istruzione Pietro Fedele (originario di Minturno) e dell'arcivescovo di Gaeta Dionigi Casaroli.
Venne consolidata la struttura e rimosse tutte le decorazioni barocche, e la chiesa fu ridotta ad un'estrema nudità; vennero demoliti anche tutti gli altari (incluso l'altare maggiore in scagliola), ad eccezione di quello marmoreo posto in corrispondenza dell'abside della chiesa altomedievale. Il nuovo altare maggiore venne realizzato riutilizzando come mensa la lastra tombale del vescovo Carlo Pignatelli (morto e sepolto nella chiesa di Santa Lucia nel 1730) posta su due colonnine, e assemblando insieme i resti di due antichi plutei, precedentemente murati ai lati dell'abside; il manufatto era costituito da elementi musivi cosmateschi e, ai lati del tabernacolo, da quattro bassorilievi del XIII secolo raffiguranti (da sinistra a destra): l'Aquila, l'Angelo, un Grifone e una Sirena bicaudata. Venne smembrato il retablo ligneo rinascimentale mantenendone soltanto il trittico di Giovanni di Gaeta del 1456 e la cornice all'interno del quale era stato inserito in un secondo momento; il trittico di Giovanni da Gaeta venne rimosso e sottoposto a restauro nel 1956, per poi essere esposto, insieme al Crocifisso dipinto dello stesso autore, presso il Museo diocesano; sopra l'altare rimase la cornice, vuota.
Fu inoltre rifatta la pavimentazione, portandola ad una quota intermedia tra quella fino ad allora esistente e quella originaria, rimuovendo alcune delle lapidi che ne facevano parte riposizionandole lungo le pareti della chiesa e ripristinando lacerti di mosaici pavimentali cosmateschi, che furono concentrati nell'area presbiterale. Alla medesima quota di quest'ultima (rialzata di alcuni gradini rispetto al resto della chiesa) fu portato anche il pavimento dell'ultima campata di entrambe le navate minori. In facciata vennero eliminati i più recenti strati d'intonaco per mettere in luce l'antico paramento murario e vennero riaperte le finestre della parte superiore del prospetto, nonché rese nuovamente visibili le bifore tamponate.
La chiesa fu danneggiata dal bombardamento della notte tra l'8 e il 9 settembre 1943, motivo per cui si rese necessario un intervento per ripristinarne le coperture, effettuato nel 1945.

#### I restauri della seconda metà del XX secolo

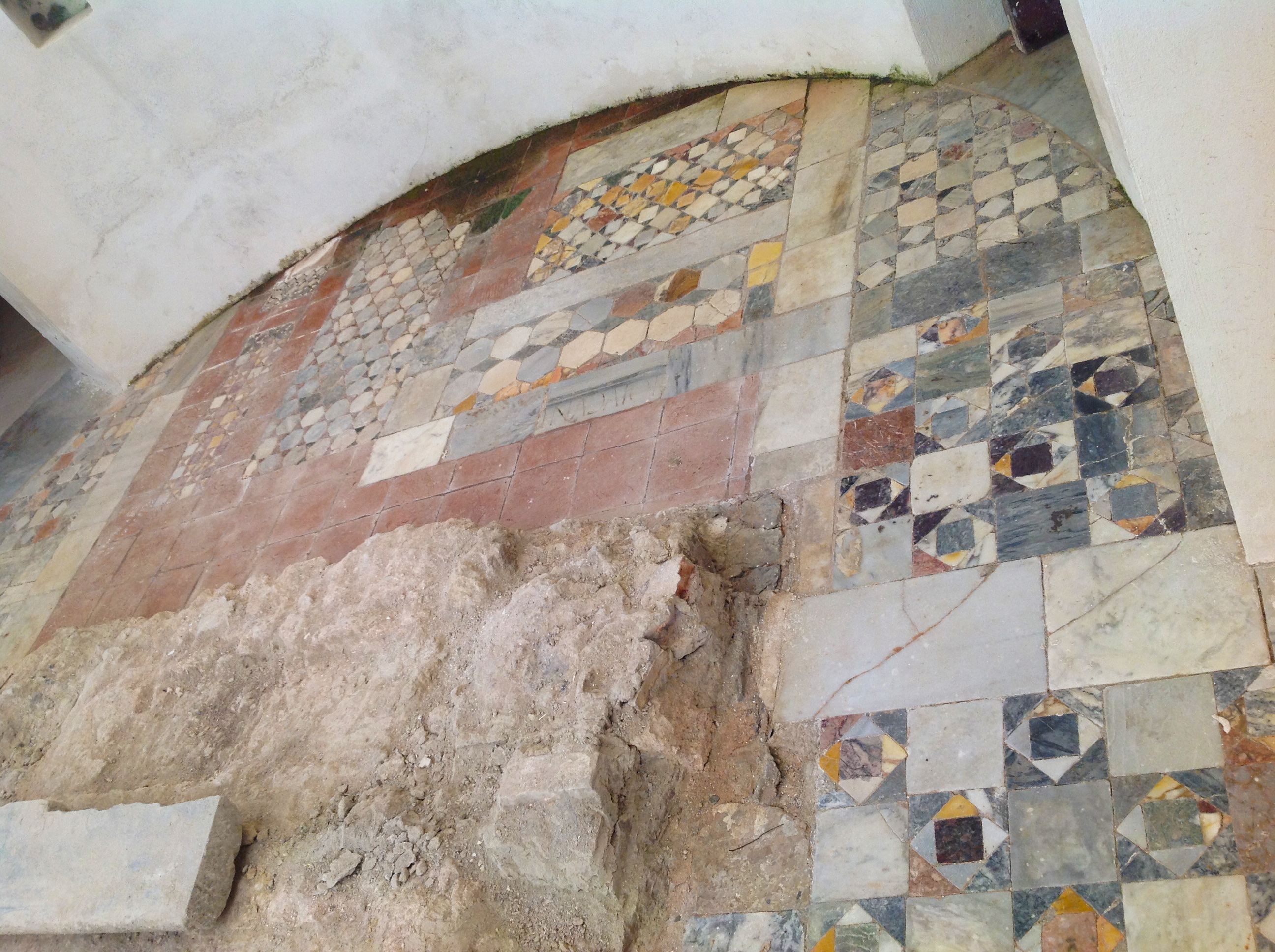
Il pavimento dell'abside, realizzato nel corso dei restauri del 1983-1989 accostando lacerti di pavimentazione cosmatesca.

La chiesa rimase regolarmente officiata fino al 1966, quando venne chiusa al culto per poi essere sconsacrata nel 1972; il culto di santa Lucia e la parrocchia furono inizialmente trasferiti nella vicina chiesa di Santa Caterina d'Alessandria fino alla chiusura anche di quest'ultima, avvenuta nel 1987.
Nel 1974 iniziarono importanti lavori di restauro, promossi dalla Soprintendenza, che interessarono l'intero edificio, che versava in pessime condizioni statiche, e si protrassero per quindici anni articolandosi in due fasi distinte: la prima (1974-1975) riguardò l'esterno, mentre la seconda (1983-1989) l'interno. Venne rifatto l'intonaco sia interno, sia esterno (corroso dall'umidità) e furono staccate le pitture a fresco meglio conservate, che furono esposte presso la pinacoteca del Centro Storico Culturale. Rimossa completamente la pavimentazione, furono condotte delle indagini archeologiche nel corso delle quali venne alla luce l'antico piano di calpestio; sotto di esso, furono scoperti il muro laterale sinistro della chiesa altomedievale (demolito nell'XI secolo per consentire l'ampliamento dell'edificio e parallelo all'attuale facciata) e numerose sepolture, sia nell'area della chiesa primitiva, sia sotto la navata del XII secolo. Venne quindi messo in opera un nuovo pavimento recuperando l'originaria differenza di altezza tra il piano di calpestio dell'ultima campata delle navate laterali e quello del presbiterio, mettendo in luce gli antichi gradini di accesso a quest'ultimo e ricomponendo nell'area absidale e presbiterale i lacerti di pavimentazione cosmatesca. Furono rimossi l'altare laterale situato presso l'abside altomedievale e la mensa dell'altare maggiore con le sue colonnine di sostegno, nonché tutte le superfetazioni in stile neomedioevale realizzate da Gino Chierici, tra le quali il fonte battesimale novecentesco, situato nella prima campata della navata di sinistra a ridosso della controfacciata, incorniciato da frammenti musivi cosmateschi provenienti dagli antichi plutei che vennero posizionati sull'altare.
A partire dagli anni 1990 l'ex chiesa non ebbe una specifica e stabile destinazione d'uso: caduta l'ipotesi di allestire al suo interno un museo lapidario, è stata saltuariamente utilizzata per eventi culturali e mostre temporanee.

#### Il XXI secolo
Dal 2003, essendo di proprietà del comune di Gaeta, quest'ultimo concesse la possibilità di utilizzare l'edificio come sede alternativa alla sala consiliare per la celebrazione del matrimonio con rito civile.
Nel 2006, a causa delle persistenti infiltrazioni d'acqua all'interno e all'esterno dell'edificio, il comune di Gaeta deliberò che fosse nuovamente sottoposto ad un restauro conservativo, finalizzato a renderlo fruibile e adatto ad un suo utilizzo come sede di attività culturali e artistiche. I lavori iniziarono nel 2010, dopo che nel 2009 erano stati rimossi gli elementi superstiti antichi dell'altare maggiore (destinati in comodato d'uso alla cattedrale, all'interno della quale sono stati posizionati ai margini dell'area presbiterale) e la cornice del trittico di Giovanni da Gaeta (esposta insieme a quest'ultimo all'interno del Museo diocesano); l'intervento consistette nel rifacimento di intonaci e coperture, e si concluse nel 2013.
Nel 2016 il comune ha approvato la riconversione dell'edificio in teatro per nuovi linguaggi, prevedendo nuovi restauri per adattarlo a tale destinazione. Nell'ambito di tali lavori sono stati restaurati gli affreschi, rinnovati gli intonaci e realizzata una pedana in legno per ampliare verso la navata l'antica area presbiterale. L'auditorium Santa Lucia è stato inaugurato il 12 dicembre 2021.

## Descrizione

### Pianta
Edificio attuale
 Portale frontale altomedievale

 Portale laterale altomedievale

 Facciata e portale attuali

 Lastre tombali di Giuliano D'Orca, Pietro Cannadolce e Giambattista D'Aino della Croce

 Abside altomedievale

 Portale laterale

 Lastra tombale di Caterina di Granito

 Lapide commemorativa dei restauri del 1646

 Nicchia del demolito altare di Sant'Aniello

 Ex cantoria

 Presbiterio

 Resti dell'altare maggiore

 Abside

 Lapide del 1765 e tabernacolo degli oli santi

 Lapide del 1755

 Campanile
Affreschi
 Santi benedicenti (in sito)

 Abramo ed eletti (staccato)

 Velario e San Nicola (in sito), San Pietro e san Giovanni Battista (staccato)

 Velario e Madonna col Bambino (in sito)

 Santi (in sito), Glycophilousa e santa, Santo vescovo e Annunciazione (staccati)

 Santi (in sito)

### Architettura

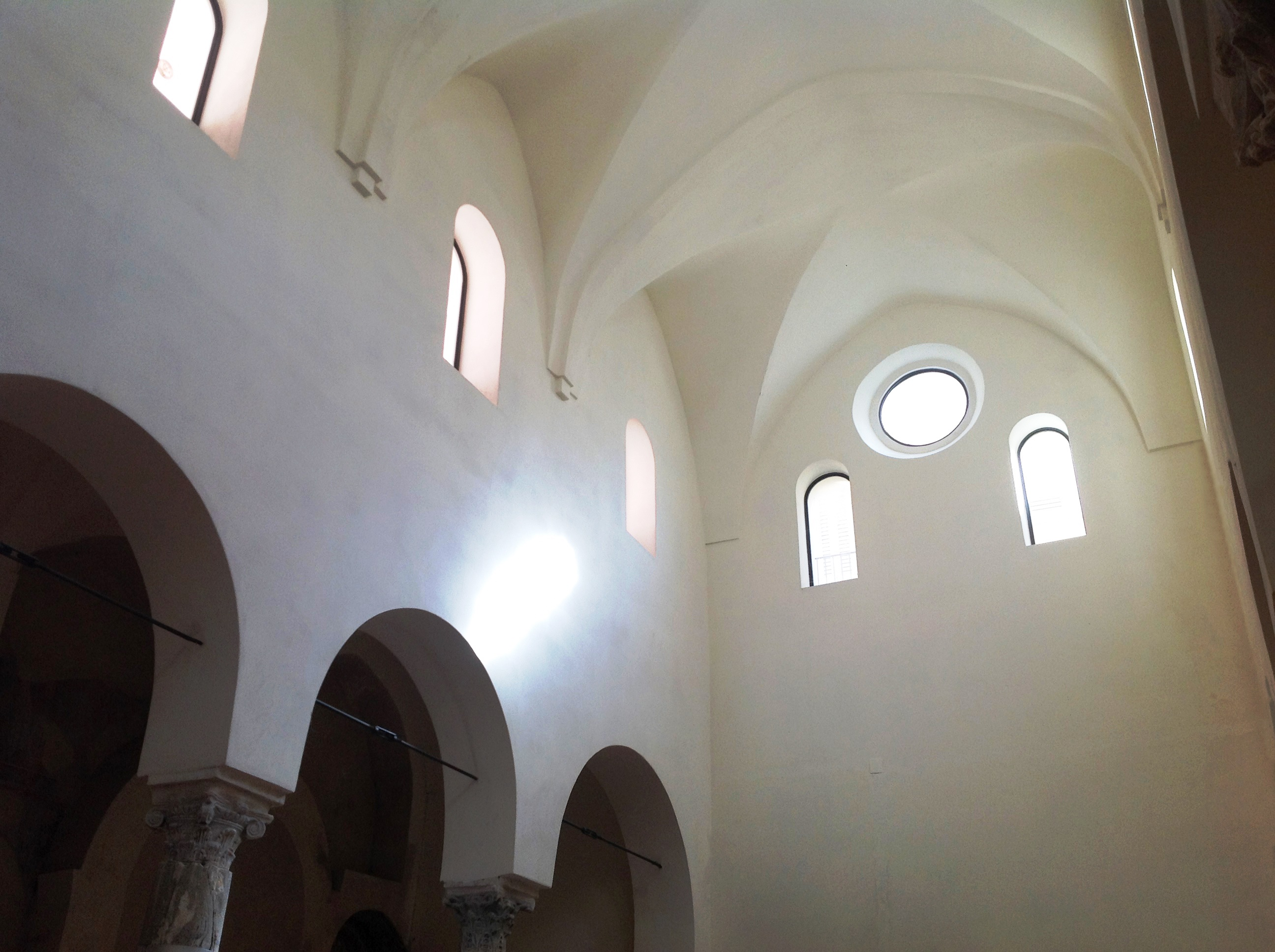
Interno della navata centrale verso la controfacciata: si notino le arcate a tutto sesto romaniche e le volte ogivali gotiche.

La ex chiesa di Santa Lucia, insieme alla chiesa di San Giovanni a Mare, è un degli esempi più rappresentativi dell'architettura romanica della città di Gaeta dei secoli X-XII, caratterizzata dalla commistione di elementi provenienti da diverse culture e tradizioni artistiche: quella paleocristiana, quella bizantina e quella islamica.
Di derivazione paleocristiana è la pianta longitudinale dell'edificio, con tre navate separate da colonne e muri poco spessi in funzione dell'originale soffitto a capriate lignee. La struttura basilicale richiamerebbe, nonostante l'assenza del transetto, quella della basilica desideriana di Montecassino (1066-1071), con un assetto analogo a quello della basilica di Sant'Angelo in Formis presso Capua (1072-1087) e della chiesa di San Menna a Sant'Agata de' Goti (1102-1007), pur essendo assente nell'edificio gaetano, probabilmente per motivi di spazio, la terminazione triabsidata. L'elemento bizantino, meno influente che in San Giovanni a Mare, è dovuto ai contatti di Gaeta con Amalfi (l'esempio più chiaro dell'affinità tra l'architettura amalfitana e quella gaetana di quell'epoca è riscontrabile nella torre campanaria della cattedrale di Gaeta, edificata tra il 1148 e il 1174 e completata nel 1279, che presenta forti analogie con quella della cattedrale di Sant'Andrea ad Amalfi, iniziata nel 1108 e terminata nella seconda metà del XIV secolo): è riscontrabile nella serrata copertura a volta a crociera estradossata dell'aula che, soprattutto nella suddivisione in campate tramite archi trasversali, presenta influssi tipici dell'architettura tardo-romanica amalfitana, come anche negli archi rialzati di separazione delle navate. Sono legati alla tradizione islamica l'utilizzo dell'arco ogivale nelle volte e nella cupoletta del campanile, e gli intrecci di laterizi in chiave decorativa visibili all'esterno della torre campanaria.

### Esterno

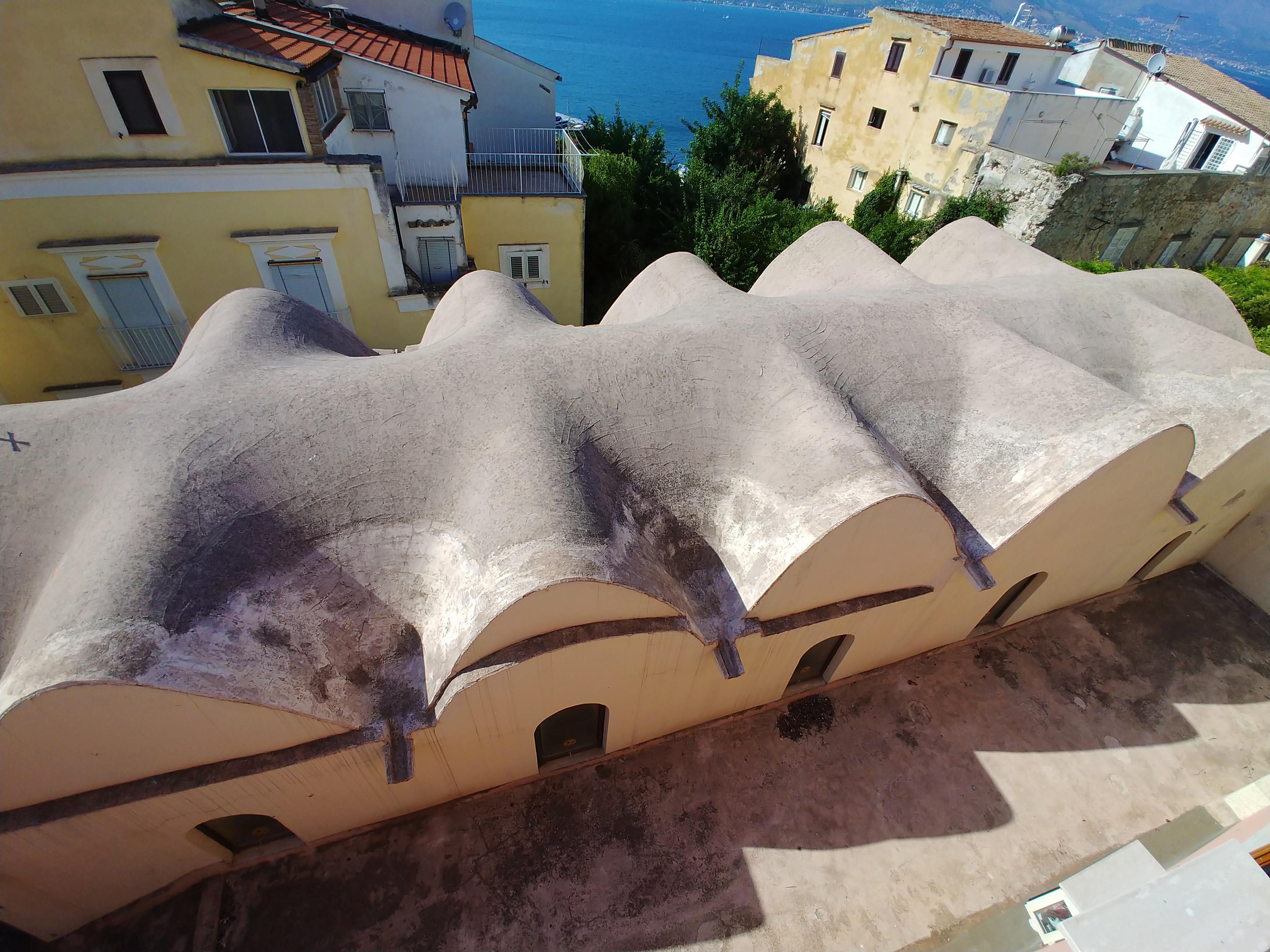
Le volte estradossate della navata centrale.

La ex chiesa di Santa Lucia sorge all'incrocio tra via Ladislao e la traversa che da essa prende nome, ed è orientata secondo l'asse nordest-sudovest. Nel corso dei secoli, l'esterno non ha subito modifiche significative, ad eccezione dell'apertura di alcune finestre e chiusura di altre, e si presenta pressoché inalterato secondo la conformazione assunta in seguito alla costruzione delle volte a crociera nel XIII secolo. Elementi caratteristici sono i numerosi doccioni di semplice fattura che trovano luogo sia in facciata, sia lungo le fiancate, e le volte acute estradossate delle navate centrale e sinistra (quella di destra è dotata di copertura piana) in battuto di lapillo e latte di calce, presenti quest'ultime anche in numerosi edifici quasi esclusivamente religiosi della città di Gaeta quali le chiese di San Domenico, San Tommaso apostolo e della Natività di Maria, le ex chiese di San Benedetto, San Giovanni della Porta e Santa Maria del Monte, il santuario della Santissima Annunziata, la chiesa di Sant'Angelo in Planciano e la chiesa di Santa Caterina d'Alessandria (in questi ultimi tre casi, le volte sono state occultate all'interno di una sovrastruttura successiva, pur restando visibili dall'alto o tuttavia intuibili).

#### Facciata

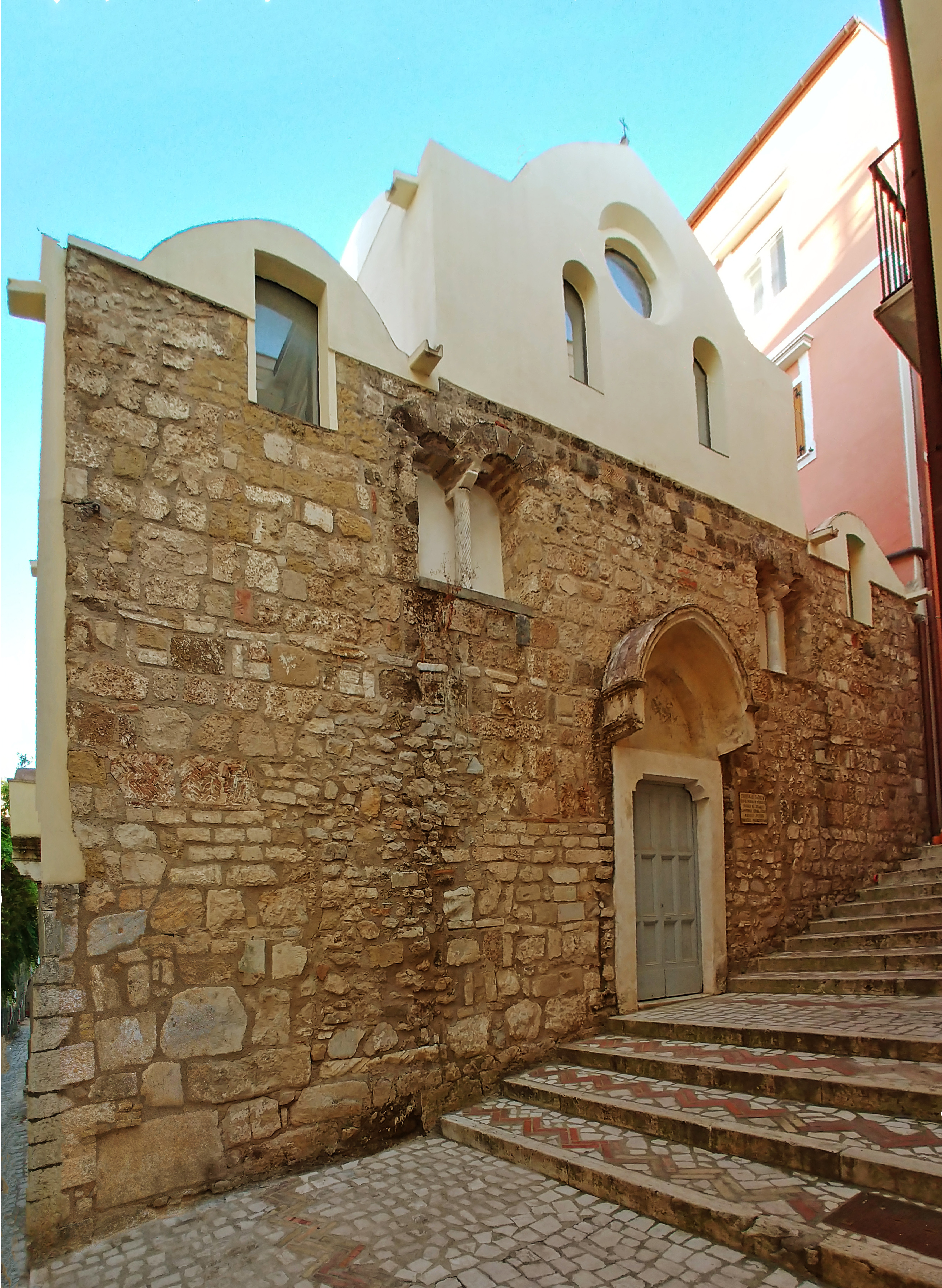
La facciata.

La facciata dà sulla traversa Ladislao, costituita da una scalinata in salita che prende il nome dall'edificio, ed è rivolta verso sudovest; è a salienti e lascia leggere la tripartizione interna dell'ambiente in navate. La parte superiore del prospetto è intonacata come tutto il resto dell'edificio, mentre in quella inferiore vi è la muratura a vista, differente rispetto alle altre della costruzione in quanto è costituita dalla parete laterale di destra dell'antica chiesa altomedievale dell'VIII-IX secolo; a tale fase iniziale sono afferenti anche alcuni lacerti di opus spicatum (probabilmente non nella loro collocazione originaria e frutto di reimpiego) e le due bifore, attualmente murate, che si aprono ai lati del portale: entrambe sono sorrette da un semplice capitello a stampella poggiante su una colonna di spoglio, quella di sinistra scanalata tortile e quella di destra liscia; immediatamente al di sopra di quest'ultima si trova un capitello di spoglio cubico scolpito in monoblocco con motivi vegetali, presumibilmente del VIII secolo.
Al centro del prospetto, in basso, si apre l'unico portale, frutto del rifacimento dell'XI secolo e posto lungo l'asse longitudinale della chiesa, caratterizzato da una semplice cornice marmorea che orna anche l'architrave, il quale poggia su due mensole di analoga fattura. Esso è sormontato da un protiro pensile ogivale poco sporgente e da una lunetta, vuota; il protiro poggia su due mensole marmoree scolpite ricavate da antichi frammenti di trabeazione, e presenta lungo il profilo una cornice in muratura poco elaborata. Nella parte superiore del prospetto, all'interno dell'area intonacata corrispondente alla navata centrale, si aprono due monofore strombate con arco a tutto sesto e poco più in alto, in asse con il portale, un rosone circolare, anch'esso strombato. Il coronamento superiore della facciata in corrispondenza di tutte e tre le navate è costituito dal profilo ogivale delle volte a crociera estradossate.

#### Fianco sinistro

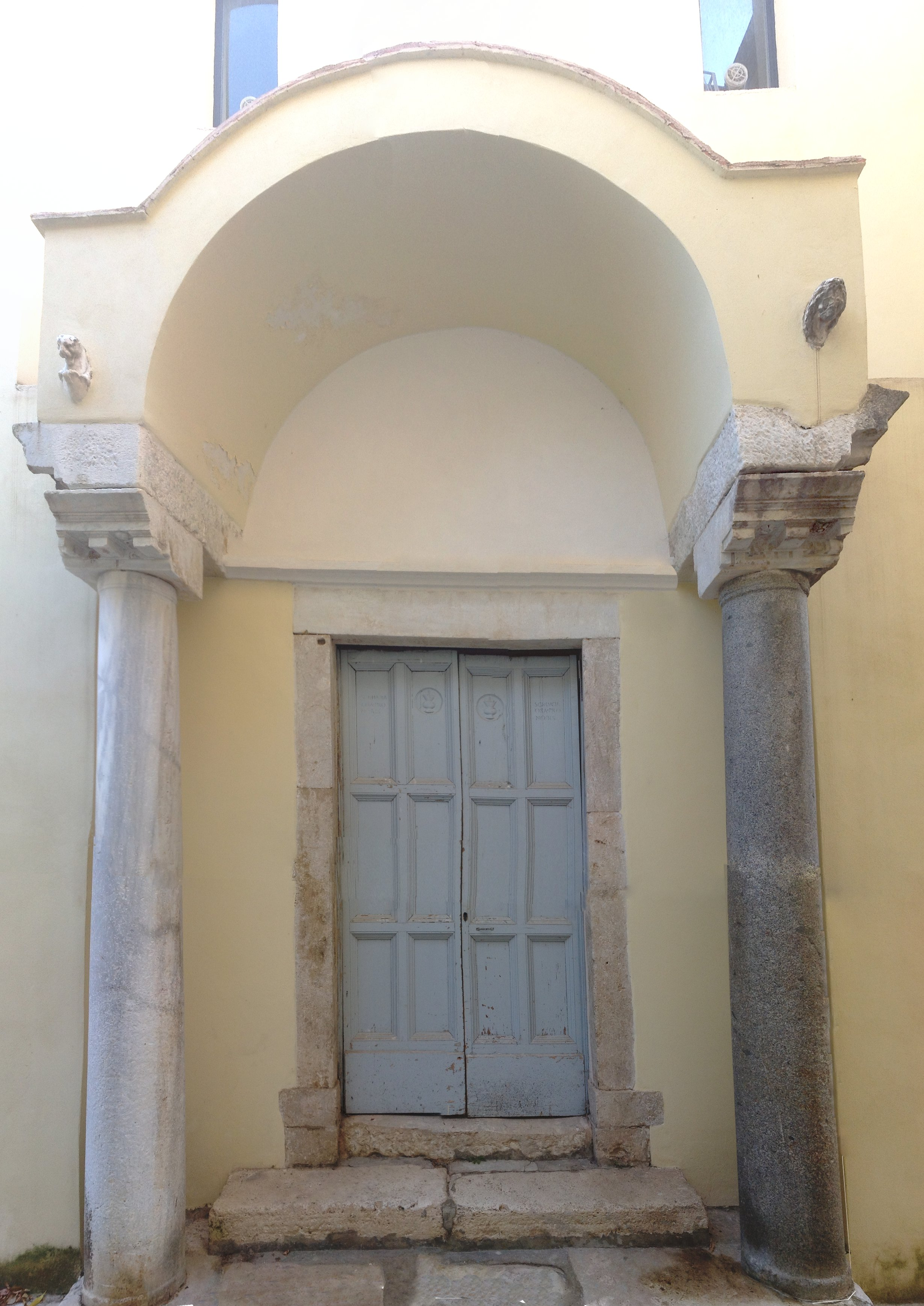
Il portale laterale, posto lungo il fianco sinistro.

Il fianco sinistro della chiesa, prospiciente su via Ladislao, è caratterizzato dalla serie di contrafforti che movimentano e irrobustiscono la parete della relativa navata laterale, edificati nel XIII secolo per contrastare la spinta delle volte a crociera. Essi seguono la suddivisione in campate e sporgono soltanto dalla parte superiore della parete, poiché inglobati nella muratura di quella inferiore.
Tra la seconda e terza campata si apre un portale laterale, frutto anch'esso del rifacimento dell'XI secolo e talvolta erroneamente confuso con l'ingresso dell'antica chiesa altomedievale, che invece era posto a cavallo delle attuali prima e seconda campata della medesima navata ed attualmente non risulta visibile dall'esterno; è sormontato da un protiro, di dimensioni più considerevoli rispetto a quello posto al disopra del portale assiale: la struttura è costituita da un arco a tutto sesto poggiante su due colonne di spoglio lisce, alla sommità di ciascuna delle quali, come capitello, sono posti l'uno ortogonalmente all'altro due brani di trabeazione marmorea antica con modanature e dentelli a rilievo, originariamente facenti parte di un architrave. Nella muratura soprastante ogni colonna è murata una scultura marmorea raffigurante la testa di un animale, a destra un Leone e a sinistra una Tigre. La porta, priva di lunetta, è di forma rettangolare, con cornice marmorea; sui battenti è incisa in lingua latina la doppia titolazione della chiesa alla Vergine Maria (senza l'appellativo in Pensulis) e a santa Lucia.

#### Campanile

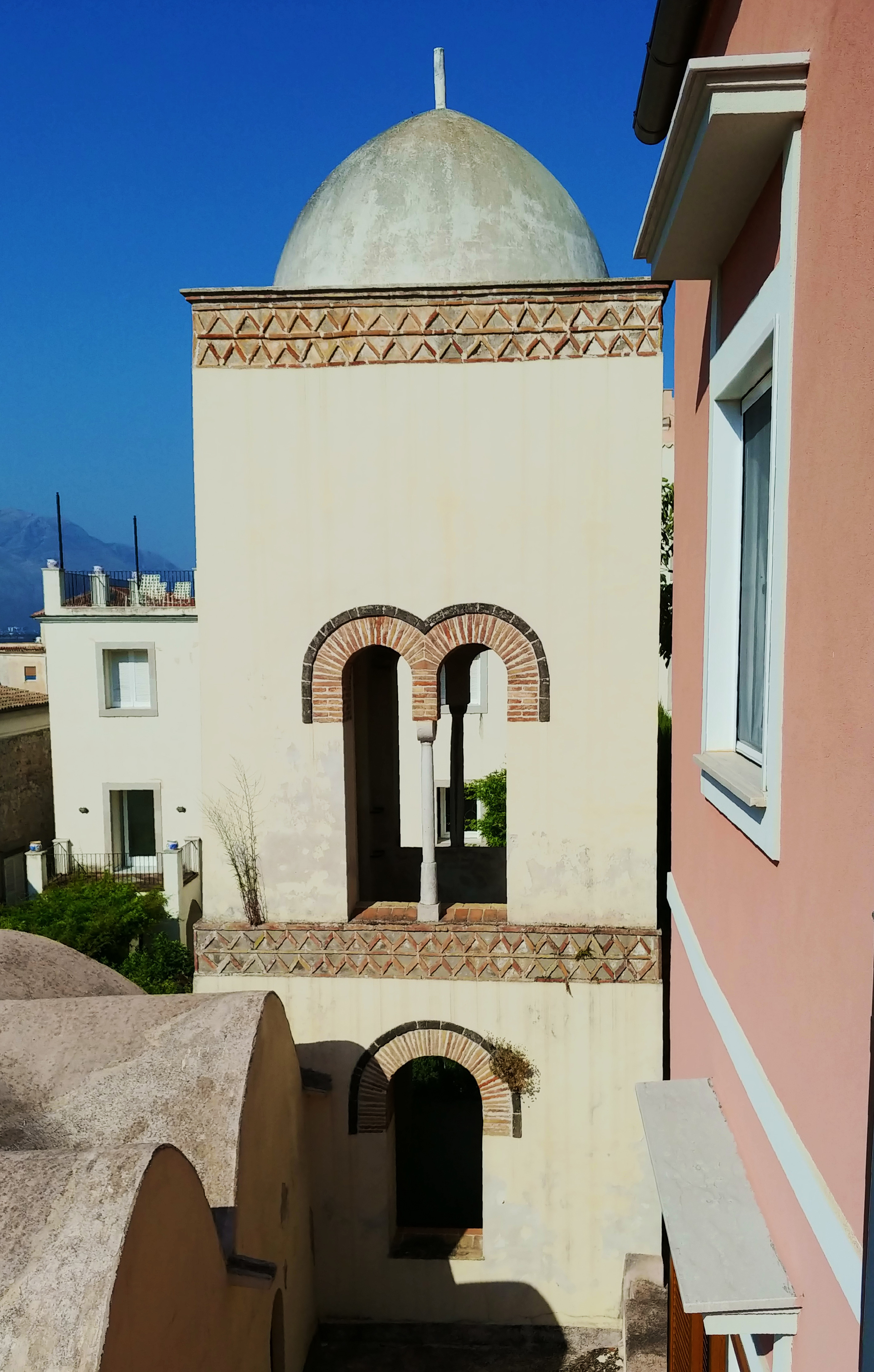
Il campanile.

Il campanile sorge nell'angolo ovest della chiesa, tra l'abside semicircolare e la navata laterale di destra; è della tipologia a torre, con base quadrangolare, e risale al XII secolo.
Su ciascuna delle quattro facciate il campanile presenta due ordini di finestre a tutto sesto, dei quali quello superiore corrispondente alla cella campanaria (che ospita un'unica campana): in basso vi è un'ampia monofora per lato, mentre in alto è una bifora sorretta da una colonnina marmorea con capitello a stampella del medesimo materiale. Gli archi sono sottolineati da un'accentuata ghiera in mattoni (elemento riscontrabile, nella città, solo nel campanile della cattedrale e in quello, coevo, della chiesa di San Domenico, quest'ultimo unico elemento superstite dell'antico monastero di Santa Maria della Maina) con spessa bordatura in pietra scura nella parte superiore. Il paramento murario è costituito da intonaco chiaro analogamente al resto della chiesa, ed è caratterizzato da una triplice decorazione di derivazione islamica a doppia fascia in laterizi disposti simmetricamente a spina di pesce, presente anche nel campanile della cattedrale e in quelli delle chiese di San Costanzo a Capri e di San Giovanni del Toro a Ravello. La copertura è costituita da una cupoletta a base circolare e a sezione acuta, probabilmente un tempo decorata con riggiole policrome secondo l'uso napoletano, in base alla quale venne ricostruita quella del campanile della chiesa di San Domenico nel corso dei restauri del 1991-1996.

### Interno
La ex chiesa di Santa Lucia ha una pianta basilicale a tre navate, senza transetto e con abside semicircolare in corrispondenza della navata maggiore. L'interno è caratterizzato dall'estrema nudità cui lo hanno condotto i restauri diretti da Gino Chierici nel 1934-1937, che hanno eliminato qualsiasi traccia di decorazione successiva all'ampliamento del XII secolo, volendo riportare l'ambiente ad uno stile ipoteticamente vicino a quello originario.

#### Aula

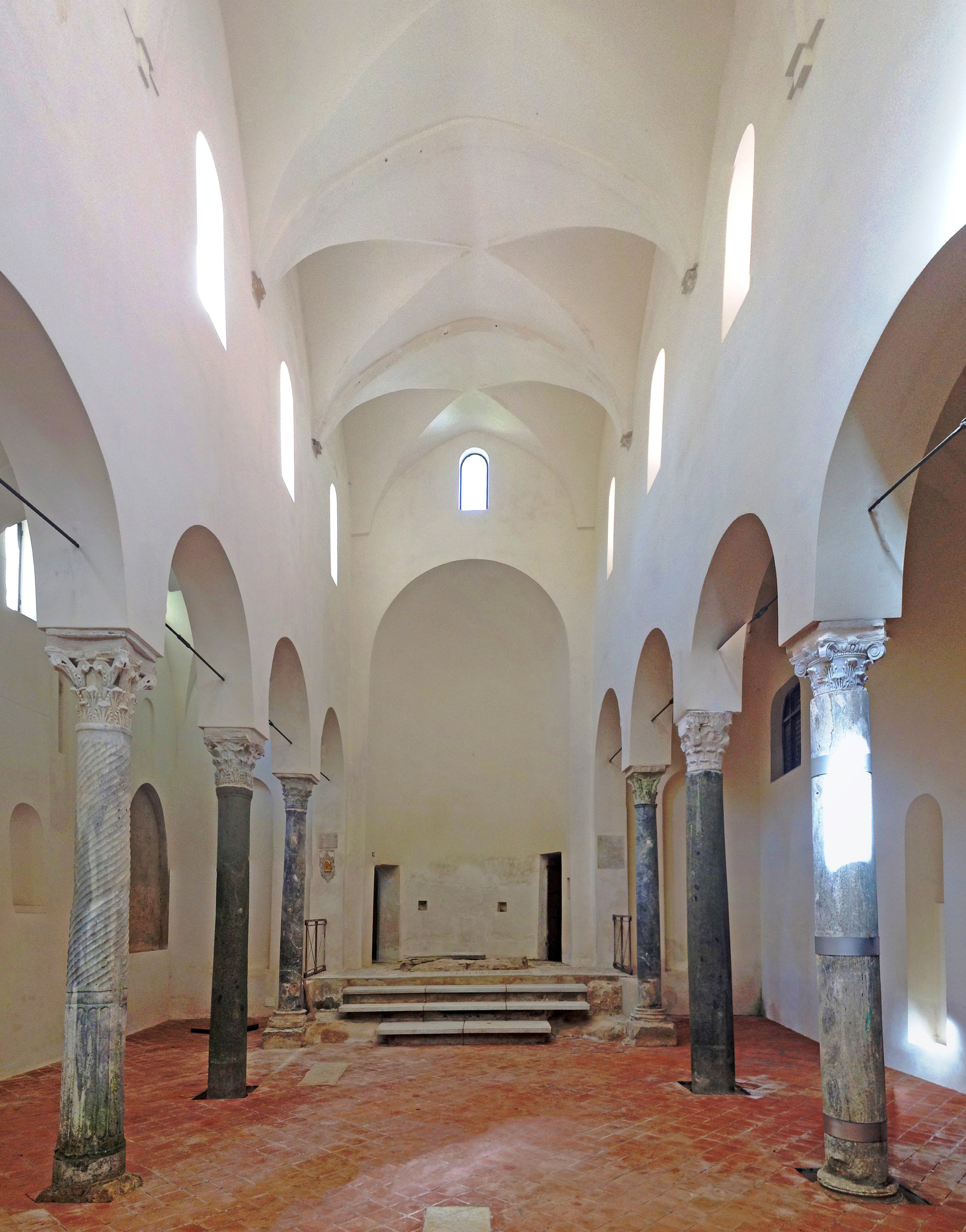
Interno.

L'aula è suddivisa in navate tramite cinque arcate a tutto sesto per lato, rialzate secondo l'uso bizantino e poggianti su colonne di spoglio. in corrispondenza di ciascuna di esse nella navata centrale si apre una monofora con arco a tutto sesto. Altre finestre, di epoca successiva e a sezione rettangolare, si trovano nelle navatelle lungo il fianco sinistro e nella controfacciata. Il soffitto è costituito dalle volte a crociera ogivali ribassate del XIII secolo, intervallate da sottili archi acuti che sottolineano la suddivisione in campate (cinque per navata). Nelle due navate laterali la base della volta non è immediatamente al di sopra delle colonne, ma si trova ad una quota nettamente superiore; inoltre, a ridosso della parete esterna essa non sempre corrisponde all'asse della colonna rispettiva. Le colonne di suddivisione delle navate furono recuperate da antiche costruzioni romane e sono in diversi materiali: marmo, granito e travertino. I capitelli, corinzi, sono anch'essi di epoca romana e differiscono l'uno dall'altro pur presentando tutti una decorazione a foglie di acanto e, agli angoli, delle volute.
La pavimentazione, moderna, è in cotto; delle lastre tombali che originariamente erano inserite all'interno del pavimento, resta nella sua collocazione originaria soltanto quella di Caterina Di Granito, moglie di Gabriele De Gengulo morta nel 1435 (posta sul lato sinistro della quarta campata della navata maggiore e caratterizzata dalla presenza dello stemma di famiglia a bassorilievo di fianco all'epigrafe). Al centro della pavimentazione della seconda campata della navata centrale, vi è una lapide che ricorda i lavori condotti all'interno della chiesa nel 1646 per volere del parroco Giambattista D'Aino (o Daino) Della Croce. Le altre lastre tombali furono rimosse nel corso dei restauri del secondo quarto del XX secolo e accantonate lungo le pareti laterali della chiesa; nella navata destra, in controfacciata, furono murate nel medesimo frangente le lapidi dei parroci Giuliano D'Orca (del 1480, a destra) e D'Aino (morto nel 1681, a sinistra), e quella del cavaliere Pietro Cannadolce (del XIV secolo, al centro), che presentano l'effigie dei rispettivi defunti, le prime due a rilievo, la terza incisa.

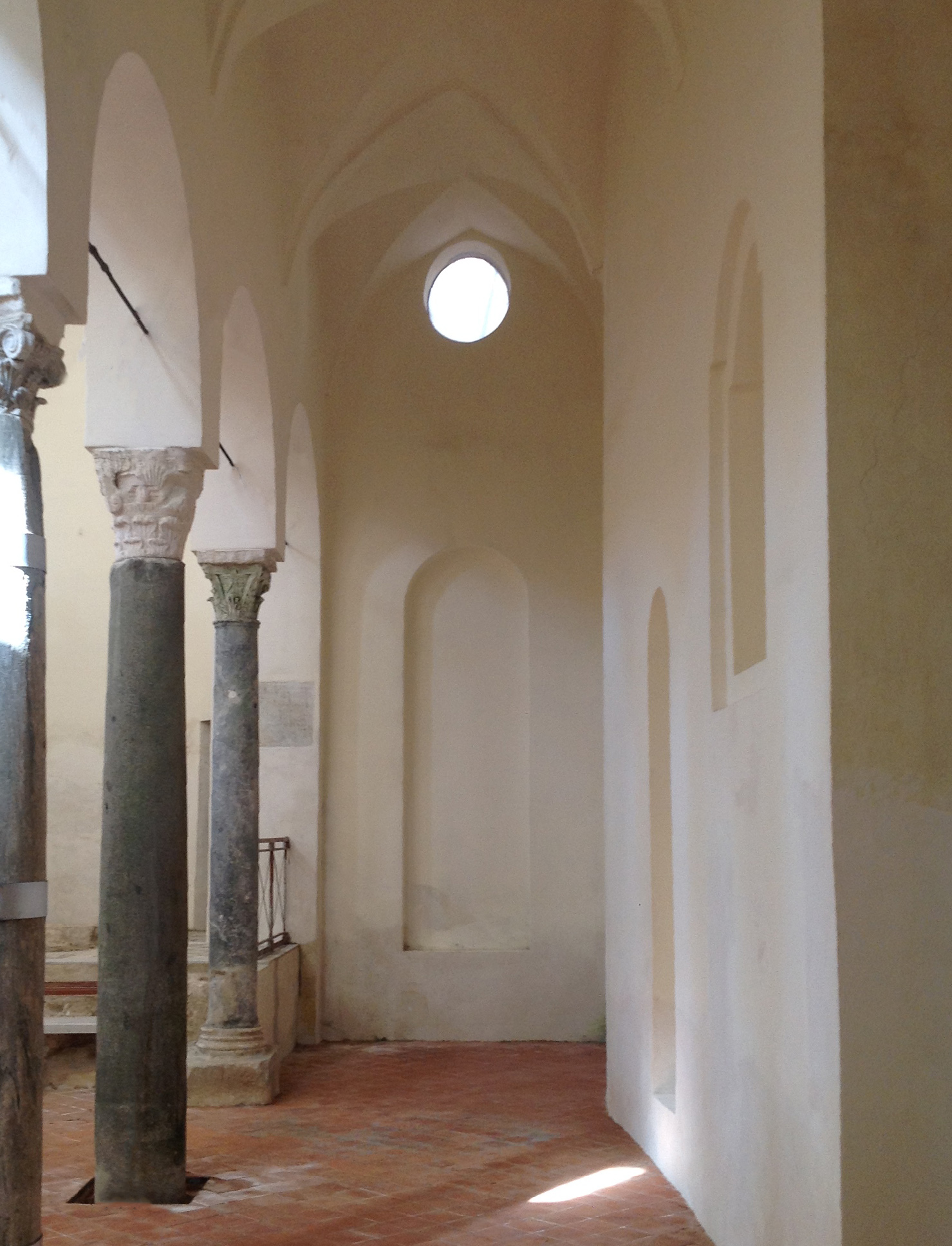
Interno della navata laterale destra.

Nella navata laterale sinistra, nella parte superiore della parete esterna si trovano brani di affreschi mal conservati risalenti alla seconda metà del XII secolo e per questo parzialmente obliterati dalle volte duecentesche; essi appartengono ad una più ampia teoria di Santi della quale si conservano nella prima campata i busti di tre figure benedicenti (rispettivamente, dalla controfacciata, un vescovo recante un libro, la seconda recante una corona e la terza - separata dalle altre da una cornice - di un ulteriore vescovo con in mano un codice gemmato), e tra la seconda e la terza due altri santi mal conservati in posizione stante.
Nicchie di diversa epoca e forma movimentano le pareti laterali dell'edificio. Nella terza campata della navatella di destra si trova una nicchia barocca ad arco già incorniciata dall'ancona dell'altare intitolato a sant'Aniello di Napoli e contenente la statua lignea del dedicatario. In fondo alle due navate laterali se ne aprono due simmetriche, con arco a tutto sesto e poco sporgenti, frutto del tamponamento avvenuto nel corso dei restauri della seconda metà del XX secolo delle due porte (ciascuna con lunetta ogivale) che erano state aperte nel 1934-1937, ad una quota superiore rispetto all'attuale piano di calpestio in quanto l'ultima campata delle navatelle era sullo stesso piano del presbiterio; al di sopra della nicchia di destra, si apre un piccolo rosone circolare che dà sull'esterno. Un'ampia nicchia ogivale si trova nell'ultima campata della navata di sinistra, sulla parete laterale, e presenta un affresco molto deteriorato con in alto una cornice marmorea ed in basso due figure stanti di Santi delle quali in quella di destra sarebbe stato identificato san Cristoforo (seconda metà del XIV secolo).
Nella parete meridionale dell'ultima campata della navatella destra, in alto, si apre una finestra rettangolare dagli angoli superiori smussati, chiusa da una grata lignea; essa si affaccia su un retrostante ambiente voltato a crociera, già adibito a cantoria e contenente un organo a canne, all'interno del quale vi sono le tracce di una piccola bifora murata, risalente probabilmente al XV secolo.

##### Elementi della chiesa altomedievale

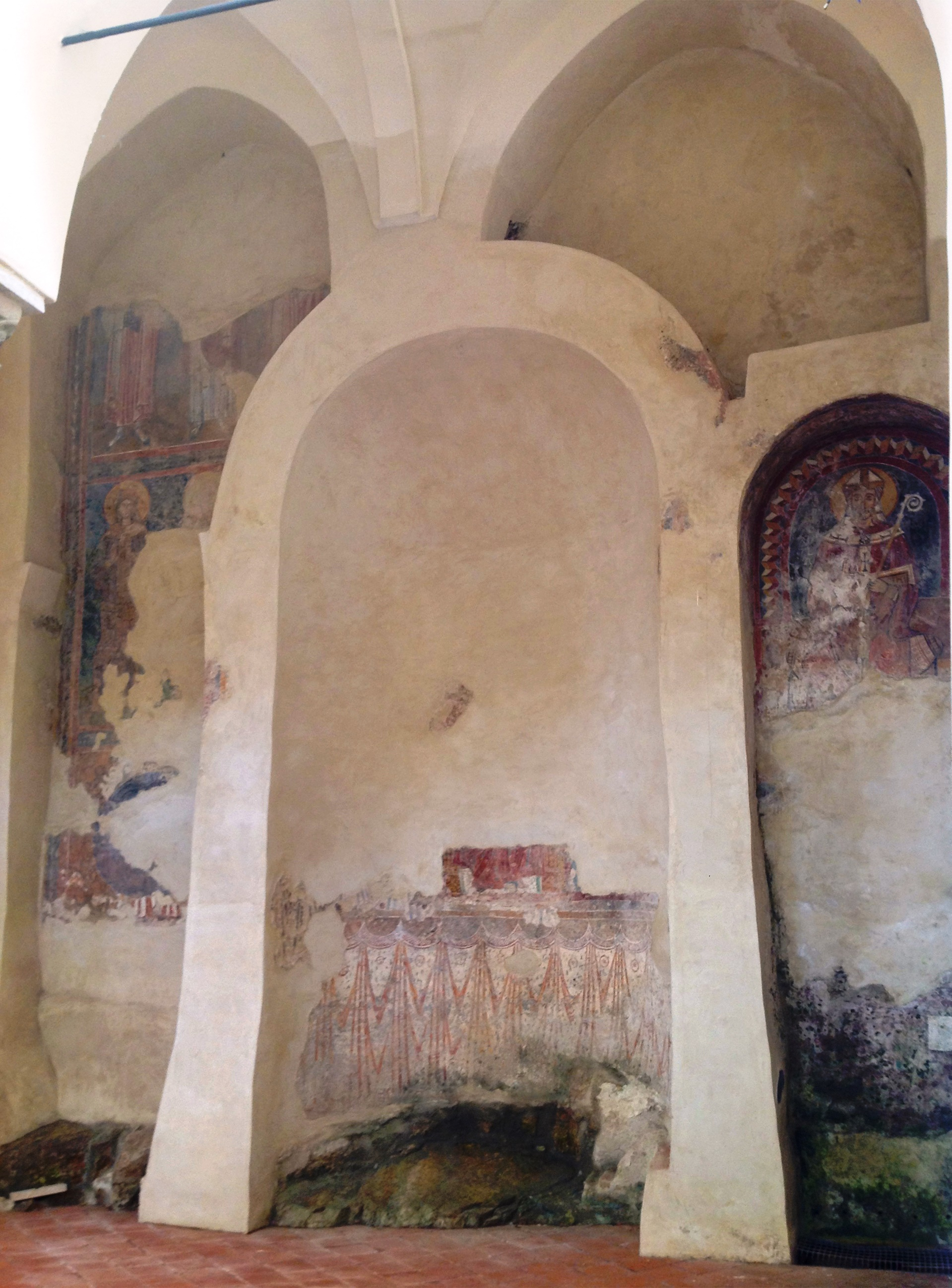
Parete di fondo della chiesa altomedioevale, con l'abside e le due nicchie.

Le prime due campate dell'aula corrispondono all'area occupata dall'antica chiesa altomedievale; di quest'ultima è visibile ancora la porta d'ingresso, attualmente murata, nella parete esterna della navata di sinistra, tra la prima e la seconda campata; nel muro vi sono le tracce di due monofore a tutto sesto. La porta tamponata situata anch'essa nella navata di sinistra, nell'attuale parete di controfacciata, sarebbe ciò che resta di un antico ingresso laterale su quello che era il fianco destro dell'aula. Sul lato opposto della chiesa odierna, nella parete della prima e della seconda campata di destra si aprono tre nicchie identificabili con la terminazione della chiesa dell'VIII-IX secolo: al centro vi è una piccola abside a pianta semicircolare, mentre le nicchie laterali sono meno profonde, a base rettangolare e, quella di destra, con coronamento ad arco a tutto sesto; la nicchia di sinistra (originariamente simmetrica all'altra) attualmente risulta più alta rispetto all'absidiola e termina con un arco a sesto acuto che comprende anche quest'ultima. Il notevole aggetto verso l'interno dell'abside sarebbe probabilmente da ricondursi all'impossibilità di estendere l'abside verso l'esterno a causa della retrostante parete rocciosa, in parte emergente nell'area inferiore del complesso architettonico stesso.
La terminazione della chiesa altomedievale presenta un palinsesto pittorico a fresco frutto di una complessa stratificazione iniziata nell'VIII-IX secolo e conclusasi agli inizi del XV. L'abside presenta nella parte inferiore un alto velario terminante superiormente con un fitto motivo a rete, riconducibile alla prima metà del XII secolo e realizzato in luogo di un panneggio più antico (fine VIII secolo-inizi IX) coevo ad un brano frammentario con uno spiovente di tetto tuttora visibile alla destra dell'arco che incornicia l'emiciclo, al di sopra della nicchia. Nella parte superiore dell'abside vi era una Madonna in trono col Bambino fra angeli o santi della prima metà del XIII secolo, dipinto del quale rimangono la parte inferiore del trono riccamente decorato, i piedi della Vergine e la mano benedicente di Gesù, aggiornamento di una pittura più antica andata perduta. La nicchia di destra reca in basso un frammento di velario a doppia balza (fine XII secolo-inizi XIII) e in alto San Nicola, raffigurato seduto e benedicente (seconda metà del XIII secolo); nell'intradosso dell'arco vi è un fitto intreccio policromo. La nicchia di sinistra presenta un ampio brano della decorazione pittorica degli anni 1070-80 della parete di fondo dell'antica chiesa medioevale; essa si articola su tre livelli divisi da cornici: in quello inferiore una rota inscritta entro una losanga con decorazioni a grisaille; in quello intermedio due santi in piedi dei quali è meglio conservato quello di sinistra, una donna in abito imperiale di foggia bizantina con in mano una sottile croce astile e in testa una corona (probabilmente santa Caterina d'Alessandria); in quello superiore tre ulteriori figure stanti rispettivamente (da destra) di un santo con corta tunica e manto rosso, di un santo in abiti episcopali e di un santo in ricchi abiti militari, che reca in mano una corona. Fra il secondo e il terzo registro corre un'iscrizione recante i nomi dei committenti: Giovanni Cotina, citato nel Codex diplomaticus cajetanus per la prima volta nel 1064, e sua moglie Marenda, registrata come vedova in un documento del 1089 inserito nella medesima raccolta. Appartiene alla chiesa altomedievale il brano in pessimo stato di conservazione (del quale risulta visibile esclusivamente la cornice di separazione di due registri) situato all'estremità settentrionale dell'antica controfacciata, attualmente affiorante sotto l'affresco del XII secolo tra la seconda e la terza campata della navata laterale di sinistra.

#### Presbiterio e abside

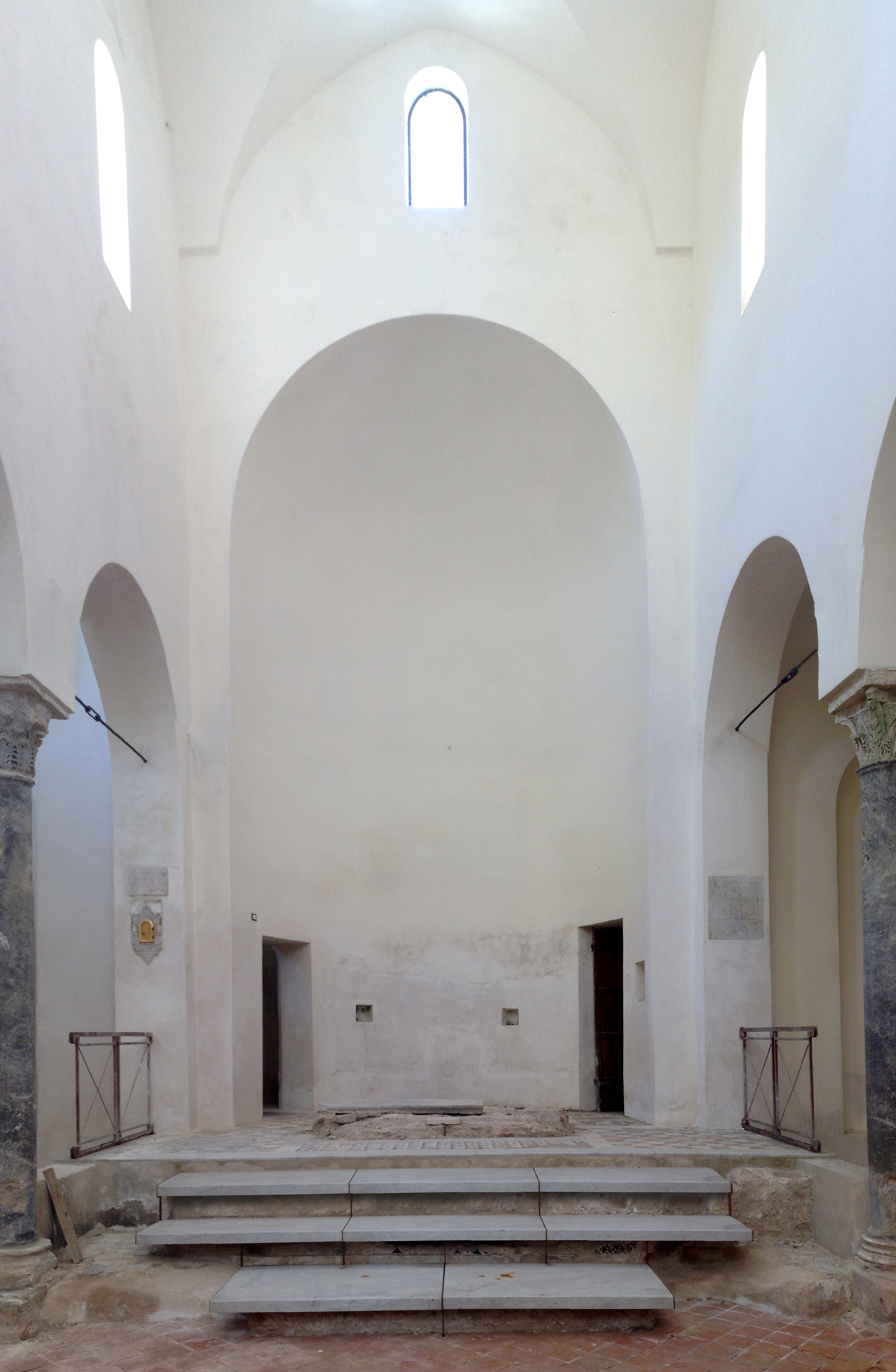
Presbiterio e abside.

L'area presbiterale, corrispondente a quella del XII secolo e ripristinata nel suo perimetro originale nel corso dei restauri degli anni 1980, occupa gran parte dell'ultima campata della navata centrale e per intero l'abside semicircolare, priva di decorazioni; quest'ultima, leggermente più stretta rispetto alla navata, si apre nella parete di fondo con un arco a tutto sesto, sormontato da una monofora che dà sull'esterno. Ai lati dell'abside, nei semipilastri che sorreggono le arcate di suddivisione delle navate, sono murati un tabernacolo barocco in marmo (a sinistra, ornato con alcune volute), e due lapidi epigrafiche della seconda metà del XVIII secolo: quella di destra, del 1755, commemora i restauri promossi dal parroco Francesco Orecchia Sales, quella di sinistra la consacrazione della chiesa avvenuta nel 1765 ad opera dall'allora vescovo di Gaeta Gennaro Carmignani.
Si accede al presbiterio solo sul lato frontale, ove l'area si prolunga fino all'ultima colonna di ogni lato con una pedana lignea posticcia; al di sotto di quest'ultima, si i resti musivi degli antichi gradini. Dell'altare maggiore realizzato da Gino Chierici nel 1934-1937 e posto al di sotto dell'arco absidale, non restano tracce. L'attuale pavimentazione dell'area presbiterale risale ai restauri degli anni 1980 ed è stata realizzata accostando lacerti musivi cosmateschi già presenti all'interno dell'edificio, senza ricostruirne la disposizione originaria, rinvenuti durante i restauri degli anni 1930; essi sono databili al XII secolo in base alle forti analogie con coevi pavimenti di ambito laziale e campano. I pannelli presentano diverse tipologie di pattern (a quadrati inscritti, a triangoli, a esagoni), con l'utilizzo di numerose varietà di marmo; le fasce che li separano sono sia in pietra, sia in cotto, e inglobano alcuni frammenti epigrafici. Ancora nella loro posizione originaria, sul secondo gradino antico di accesso al presbiterio, sono gli elementi superstiti di una fascia decorativa in serpentino, porfido e marmo bianco. Al centro della conca dell'abside, vi è l'installazione Tamburo e stramma (2021).

## Opere già presenti nella chiesa

### Dipinti di Giovanni da Gaeta

#### Trittico dell'Incoronazione della Vergine

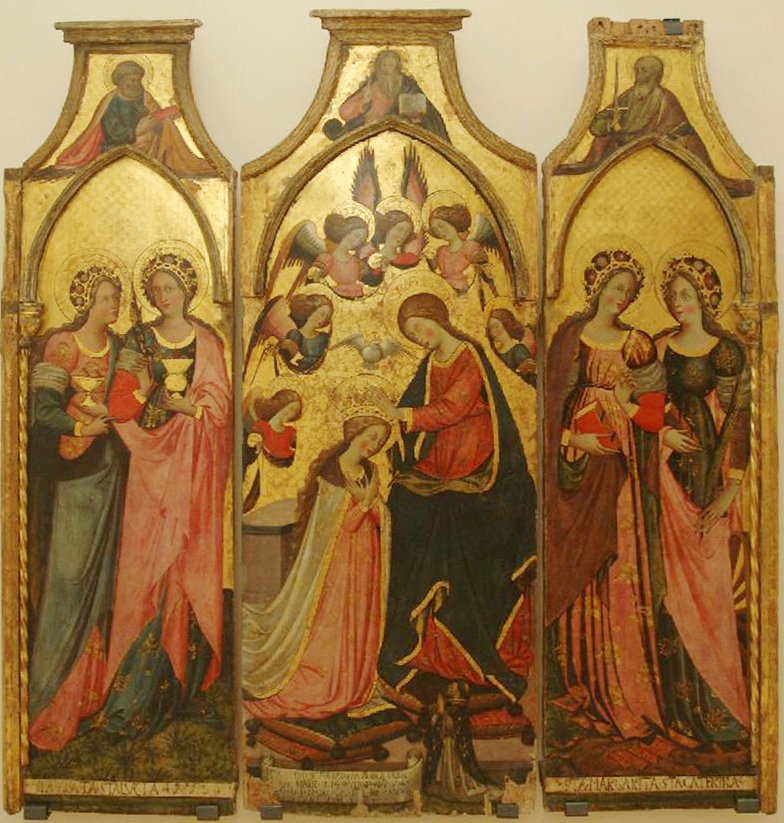
Giovanni da Gaeta, Trittico dell'Incoronazione della Vergine tra santi (1456).

La chiesa di Santa Lucia ospitava, prima della sua sconsacrazione, una delle opere più importanti del pittore Giovanni da Gaeta: il trittico con l'Incoronazione della Vergine tra santi, situato originariamente sopra l'altare maggiore, fondamentale per la ricostruzione da un punto di vista storico-artistico della personalità del suo autore. Prima della sua attribuzione definitiva al pittore gaetano (stabilita dal critico d'arte Federico Zeri nel 1950, il quale lo denominerà proprio a partire da questa tavola "Maestro del 1456" fino alla scoperta del suo nome, pubblicata nel 1960), il trittico era stato erroneamente attribuito al Beato Angelico o ad un altro artista di scuola toscana del XV secolo per la presenza e l'attività, in quel periodo, di molti pittori toscani a Napoli.
Il trittico venne commissionato dal parroco Giuliano D'Orca nel 1456 e realizzato quello stesso anno, come testimoniato dalla seguente iscrizione in lingua latina, presente nel cartiglio nella parte inferiore del pannello centrale:
(Iscrizione nel cartiglio del pannello centrale.)
Al centro della tavola centrale è raffigurata la scena dell'incoronazione della Vergine Maria da parte di Gesù, attorniata da sei angeli e con la presenza della colomba dello Spirito Santo; nella parte inferiore, sulla destra, è ritratto il committente dell'opera in paramenti sacerdotali. Nel pannello di sinistra vi sono sant'Agata e santa Lucia, mentre in quello di destra santa Margherita d'Antiochia e santa Caterina d'Alessandria. In alto sono rappresentati Dio Padre (al centro), San Pietro (a sinistra) e San Paolo (a destra).

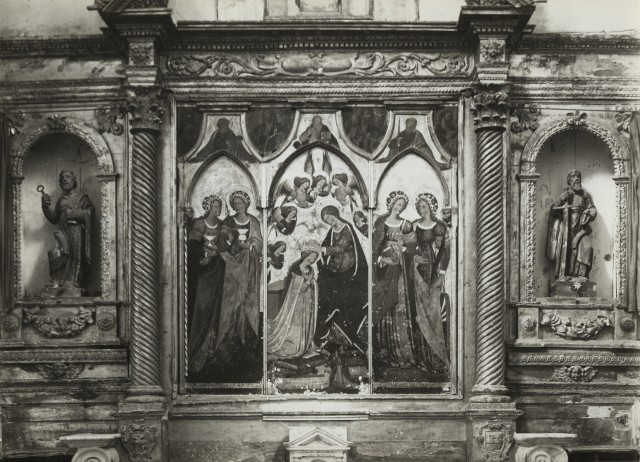
Il trittico sopra l'altare maggiore insieme alla cornice e al retablo con le statue di San Pietro e San Paolo, in una fotografia anteriore ai restauri del 1934-1938.

Lo stile presenta influenze eterogenee, con un forte richiamo alla pittura medioevale di diverse aree geografiche: al fondo oro graffito a piccolo quadri, comune tanto al gotico napoletano quanto al tardo-trecento marchigiano, si coniugano lo schema compositivo generale, tipico della pittura siculo-meridionale degli inizi del XV secolo, e le acconciature delle sante caratterizzate da una duplice corona, come negli affreschi di bottega cavalliniana del coro delle monache di Santa Maria Donnaregina Vecchia a Napoli (1320-1335); forti anche le influenze iberiche, in particolare per l'eleganza longilinea delle sante e gli angeli. Nel complesso, l'Incoronazione gaetana è assimilabile ad altri dipinti di Giovanni da Gaeta, in particolare quelli con analogo soggetto attualmente presso la chiesa di San Francesco a Maiori e il Museo di belle arti di Nizza, per il richiamo all'«irrealismo espressionistico della cultura umbro-marchigiana» che ha il suo massimo rappresentante in Bartolomeo di Tommaso.
L'opera, successivamente alla sua realizzazione, venne posta all'interno di una cornice lignea dorata e intagliata del XVI secolo, in stile rinascimentale, già parete anteriore della cassa dell'organo cinquecentesco della cattedrale di Gaeta, recante lo stemma della famiglia Vaccarelli. Mantenne la sua collocazione anche dopo i restauri del secondo quarto del XX secolo per poi venire rimossa nel 1956 e sottoposta a restauro conservativo una prima volta in quello stesso anno da parte di Rocco Ventura, una seconda nel 1976 da Rolando Dionisi. Il trittico è esposto all'interno del Museo diocesano fin dall'inaugurazione di quest'ultimo (1956), dapprima senza cornice, quindi all'interno della stessa dopo la rimozione del manufatto dalla ex chiesa nel 2008; nell'allestimento attuale (2014) ai suoi lati sono poste le due statue lignee di San Pietro e San Paolo secondo la loro collocazione originaria sopra l'altare barocco di Santa Lucia.

#### Crocifisso

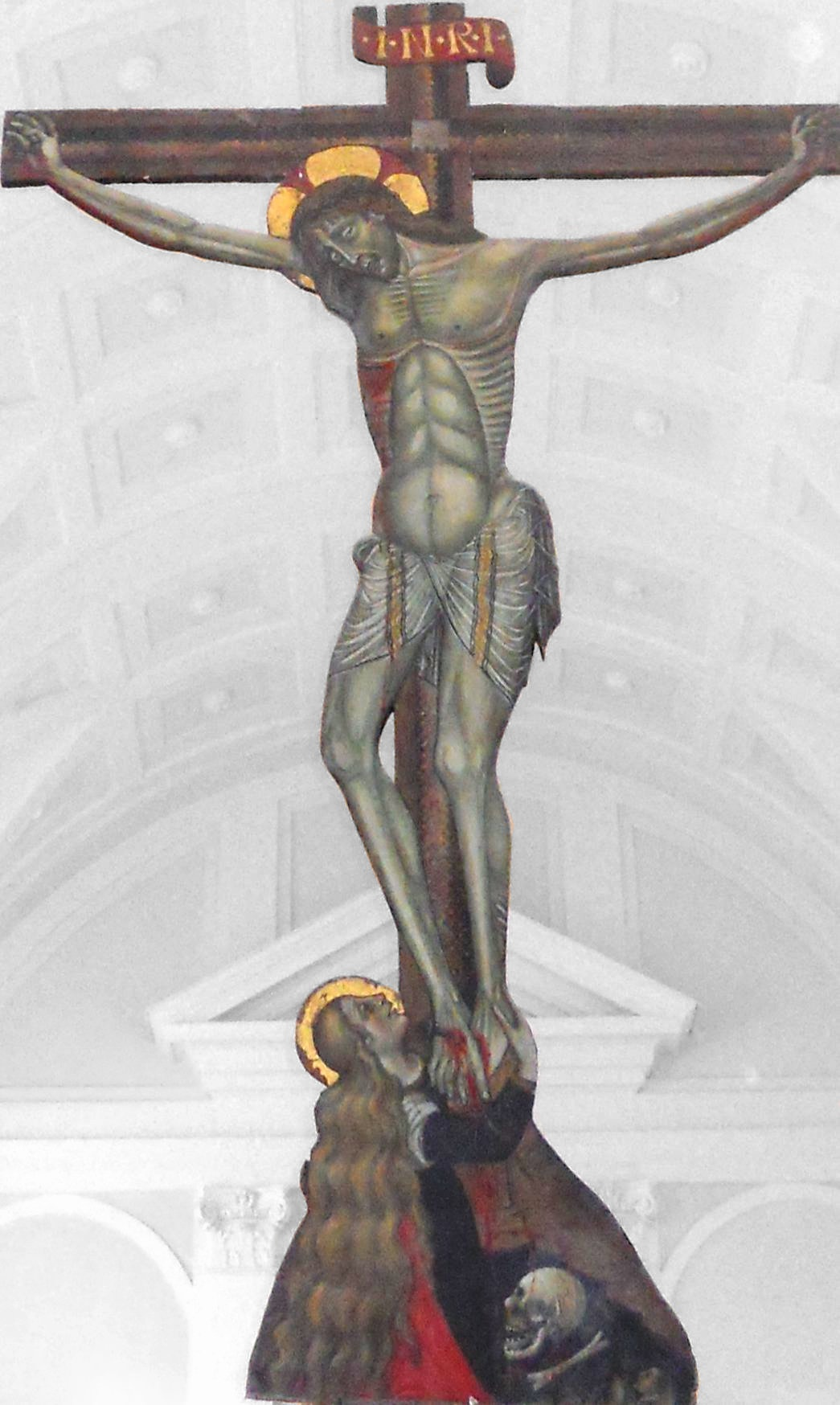
Giovanni da Gaeta, Crocifisso (anni 1460).

Nella chiesa si trovava anche un Crocifisso dipinto su tavola, fino ai restauri degli anni 1930 situato sull'altare in fondo alla navata laterale di destra, poi in controfacciata, anch'esso opera di Giovanni da Gaeta e databile negli anni 1460.
L'opera è caratterizzata da una base trapezoidale molto accentuata e dalla presenza, in quest'ultima, della figura di Maria Maddalena che abbraccia i piedi di Gesù agonizzante; di fianco a lei vi è il teschio di Adamo, secondo quanto narrato nella Legenda Aurea di Jacopo da Varazze (XIII secolo), mentre in basso a destra è visibile il committente dell'opera in posizione orante, l'allora parroco di Santa Maria in Pensulis Giuliano D'Orca. La figura del Cristo è caratterizzata da un corpo scavato, minuziosamente descritto nelle sue varie componenti anatomiche; il perizoma che ne cinge i fianchi richiama i manufatti della produzione tessile gaetana del XV secolo. Sul lato posteriore della tavola è riprodotta la medesima scena vista però da dietro la croce che nel complesso, anche a causa del cattivo stato di conservazione, risulta appena abbozzata.
Il dipinto rappresenta uno degli esempi di crocifissi dipinti e sagomati realizzati in ambito campano e laziale nel XV secolo. Forte è l'influenza della pittura trecentesca, soprattutto nella posizione del corpo e nello svolazzo del perizoma, alla quale si coniugano «moderni accenti di drammatico realismo».
Il crocifisso venne rimosso nel 1956 e restaurato in quello stesso anno da Rocco Ventura, per poi essere esposto all'interno del Museo diocesano. Nel 2014 è stato collocato all'interno della cattedrale di Gaeta, al di sopra del nuovo altare maggiore consacrato nel settembre di quello stesso anno, per poi tornare nuovamente all'interno del summenzionato museo nel 2018, ove si trova tutt'oggi.

### Affreschi staccati
In diversi edifici della città di Gaeta sono esposti degli affreschi staccati provenienti dalle pareti interne della ex chiesa di Santa Lucia.
Nel Museo del Centro Storico Culturale "Gaeta" sono esposti tre ampi brani provenienti dalla parete di fondo della chiesa altomedioevale:
- Madonna Glycophilousa e santa, della seconda metà del XII secolo, posto originariamente a coprire l'ordine inferiore con Santi alla sinistra dell'abside e staccato nel 1985-1986. Il dipinto risulta perduto nella parte centrale, mentre è ben conservata la sezione superiore con a sinistra la Madonna col Bambino, al suo lato una testa velata di una santa non meglio identificabile e, all'estremità destra, la terminazione di una colonna in marmo rosso riccamente scolpita; dell'iscrizione che correva sul cornicione inferiore rimangono soltanto le lettere iniziali: «EGO A[- - -]». Lo stile, con figure slanciate dalle teste rotonde, richiama fortemente la pittura umbra probabilmente a motivo delle iterazioni commerciali e culturali di Gaeta all'epoca.[124]
- Santo vescovo, coevo al San Nicola ancora in situ e ad esso originariamente simmetrico, nella parte superiore della nicchia di sinistra, staccato anch'esso nel 1985-1986. Di tale dipinto di conserva la parte inferiore che si staglia su un fondo ocra, raffigurante un vescovo in abiti pontificali assiso su un trono gemmato; immediatamente al di sopra della cornice inferiore, elementi vegetali a rappresentare un prato fiorito.[125]
- San Pietro e san Giovanni Battista, della seconda metà del XIV secolo, situato in origine nella nicchia di destra, tra la parte superiore (e superstite) dell'affresco di San Nicola e il sottostante velario parzialmente conservato, staccato nel 1974-1975. Su uno sfondo ceruleo incorniciato di bianco e rosso, si stagliano stanti le figure dell'Apostolo (a sinistra) e del Precursore (a destra); lo stile richiama l'ambito post-cavalliniano e presenta un immediato riscontro nella lacunosa Teoria di quattro santi (uno dei quali è proprio il Battista) presente sulla parete di un edificio annesso alla cattedrale attualmente incluso nel percorso espositivo del Museo diocesano.[126]

Nel Museo diocesano e della religiosità del Parco dei Monti Aurunci si trova un brano d'affresco con Abramo ed eletti; risale alla prima metà del XII secolo e proviene dalla controfacciata dove si trovava alla destra del portale d'ingresso. Nell'operazione di stacco compiuta nel 1975-1976 sono andati perduti un Santo tonsurato entro arco trilobato probabilmente del XIV secolo, che si trovava alla destra del brano superstite, e un gradino gemmato che si trovava al di sopra dello stesso, presumibilmente anch'esso del XII secolo. Il lacerto tutt'oggi visibile sarebbe l'unica testimonianza di una più ampia raffigurazione del Giudizio universale che doveva rivestire l'intera parete e presentare una articolazione su più registri orizzontali (non più di tre, date le ridotte dimensioni dell'edificio) anche in virtù del fatto che la posizione del patriarca all'interno dell'affresco gaetano nel suo insieme è la medesima che nel Giudizio universale a mosaico della basilica di Santa Maria Assunta a Torcello (metà dell'XI secolo); il perduto gradino indicherebbe una teoria di apostoli su troni nel registro superiore.
Nella cattedrale dei Santi Erasmo e Marciano e di Santa Maria Assunta, sulla parete di sinistra del presbiterio dirimpetto alla cattedra si trova l'affresco dell'Annunciazione proveniente dalla nicchia alla sinistra dell'abside altomedioevale e risalente all'ultima campagna decorativa del complesso architettonico, tra la fine del XIV secolo e gli inizi del successivo. Il dipinto venne staccato nel 1974-1975 ed è in cattive condizioni conservative; presenta in alto a destra, al di sopra dell'Arcangelo, Dio Padre benedicente dal quale promana il raggio del Verbo «che si incarna nel bambino Gesù [...] all'interno di una sfera» e raggiunge la Vergine (inserita quest'ultima entro una slanciata architettura gotica) attraverso la colomba dello Spirito Santo.

### Plutei marmorei
Nell'ambito dei restauri che hanno interessato la basilica nel 2012-2014, all'interno della cattedrale dei Santi Erasmo e Marciano e di Santa Maria Assunta sono stati riassemblati da Franco Vitelli e collocati all'ingresso del presbiterio gli elementi scultorei e musivi facenti parte dei plutei medievali della chiesa di Santa Maria in Pensulis dopo che, nel 2009, erano stati dati in temporaneo deposito e rimossi dalla loro sede. Indicati erroneamente come parti dello smembrato e perduto antico ambone della cattedrale dalla quale secondo Onorato Gaetani dell'Aquila d'Aragona sarebbero stati rimossi nell'ambito dei restauri della fine del XVIII secolo, si tratterebbe piuttosto degli elementi superstiti delle transenne della seconda metà del XIII secolo realizzate da artisti di ambito romano, probabilmente appartenenti ad una bottega legata a Nicola d'Angelo; l'eleganza delle figure e la loro forte impronta antichizzante richiamano l'ambone della cattedrale dei Santi Pietro e Paolo a Sessa Aurunca (realizzato tra il 1224 e il 1259). Pietro Toesca aveva messo in relazione i plutei con l'ambito romano per quel che riguarda il mosaico, mentre aveva visto nelle formelle figurative un richiamo a stilemi bizantini riletti in chiave romanica, come negli amboni della cattedrale di Salerno; Maria Antonietta Bessoni Aureli, invece, considerava in analogia i mosaici e le sculture di Gaeta con gli arredi della chiesa di San Cesareo de Appia a Roma, di San Pietro ad Alba Fucens e della cattedrale di Santa Maria Maggiore a Civita Castellana.
I plutei erano composti da cornici perimetrali e di raccordo che presentano una fitta decorazione a mosaico in marmi policromi e i bordi scolpiti a ovuli o fogliette di dodici formelle:
- nella basilica cattedrale di Gaeta si trovano le quattro formelle aniconiche a commesso marmoreo e musivo (rispettivamente a croce, a losanga, a croce con losanga e a fasce orizzontali, quest'ultima ruotata di 90° a partire dai restauri del 1934-1937) e altrettante formelle figurative, rappresentanti rispettivamente l'Aquila (simbolo dell'evangelista Giovanni), una Sirena bicaudata (simbolo della lussuria), l'Angelo (simbolo dell'evangelista Matteo) e un Grifone (simbolo sia della sapienza, sia della forza del Cristo);
- nell'Isabella Stewart-Gardner Museum di Boston, negli Stati Uniti d'America, oltre ad alcuni frammenti musivi si trovano le altre quattro formelle raffiguranti un Cervo (simbolo del credente), il Leone (simbolo dell'evangelista Marco), il Toro (simbolo dell'evangelista Luca) e un Basilisco (considerato un animale diabolico).[136]

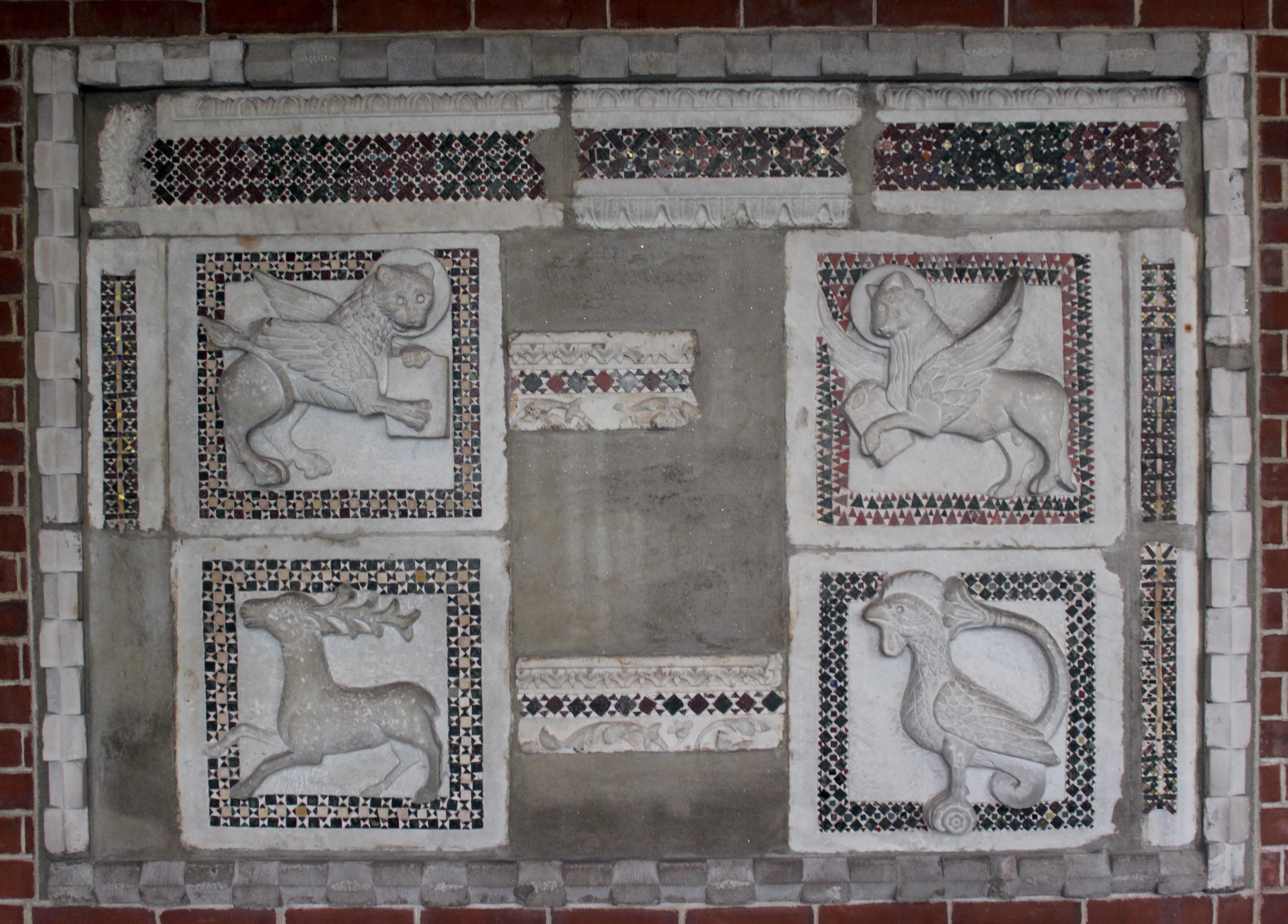
Le formelle e i frammenti di cornice attualmente esposti presso l'Isabella Stewart-Gardner Museum di Boston.

In merito alla loro collocazione originaria, essa è stata individuata nella chiesa stessa di Santa Maria in Pensulis, per quanto non sia stata esclusa una loro eventuale appartenenza alla cattedrale. La loro presenza in Santa Lucia è testimoniata dal 1837-1839, quando Giacinto Gigante ne disegnò alcuni particolari; avevano una composizione di massima analoga all'attuale e si trovavano al di sotto delle due ultime arcate di divisione fra le navate, ai lati del presbiterio, in parte occultati dagli altari in scagliola e legno dipinto posti in fondo alle navatelle; se tali altari sono due dei tre indicati come consacrati dal vescovo Carmignani nel 1755 nella lapide tuttora visibile sotto l'arcata di destra, vorrebbe dire che in tale data i pannelli già si trovavano all'interno della chiesa. Nel 1892-1895 i manufatti barocchi vennero sostituiti con altri neoclassici in marmi policromi e dalle forme più sobrie, nonché notevolmente più invasivi rispetto ai precedenti; è probabile che in tale occasione siano stati alienati quattro degli otto bassorilievi (quelli occultati dagli altari, se è dietro ad essi che si trovavano) che poi nel 1897 furono venduti a Isabella Stewart Gardner andando a confluire nel suo museo a Boston. La parti sacrificate per la realizzazione degli altari ottocenteschi vennero integrate in stile quando, nell'ambito dei restauri degli anni 1930, i due pannelli furono smembrati per essere arbitrariamente ricomposti come altare maggiore; sono andate perdute le cornici musive utilizzate da Gino Chierici per incorniciare la parete retrostante il fonte battesimale e rimosse durante i restauri del 1983-1989.
Alla fine del XIX secolo, come testimoniato da una fotografia storica, era presente nella chiesa di Santa Lucia un elemento marmoreo a base poligonale che si trovava murato a pavimento nei pressi dell'altare di Sant'Aniello, attualmente perduto. L'elemento, che è stato ipotizzato essere in origine un lettorino d'ambone, era ornato con fasce musive che, nelle tre campiture principali, presentavano la peculiarità di avere la terminazione superiore arrotondata anziché rettilinea, motivo per cui si è supposto esser stato modificato nel corso dei secoli.

## Galleria d'immagini

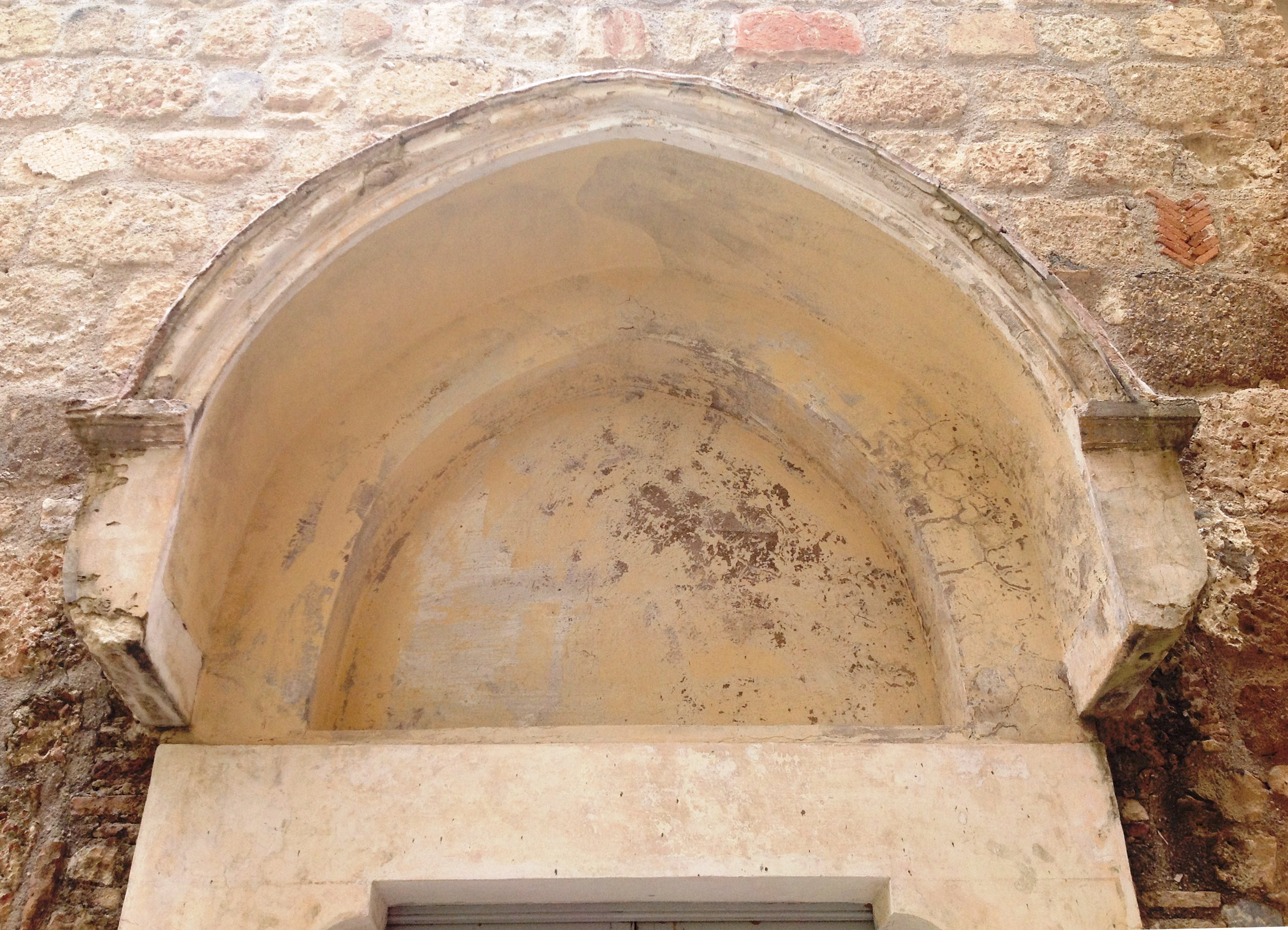
Protiro del portale in facciata
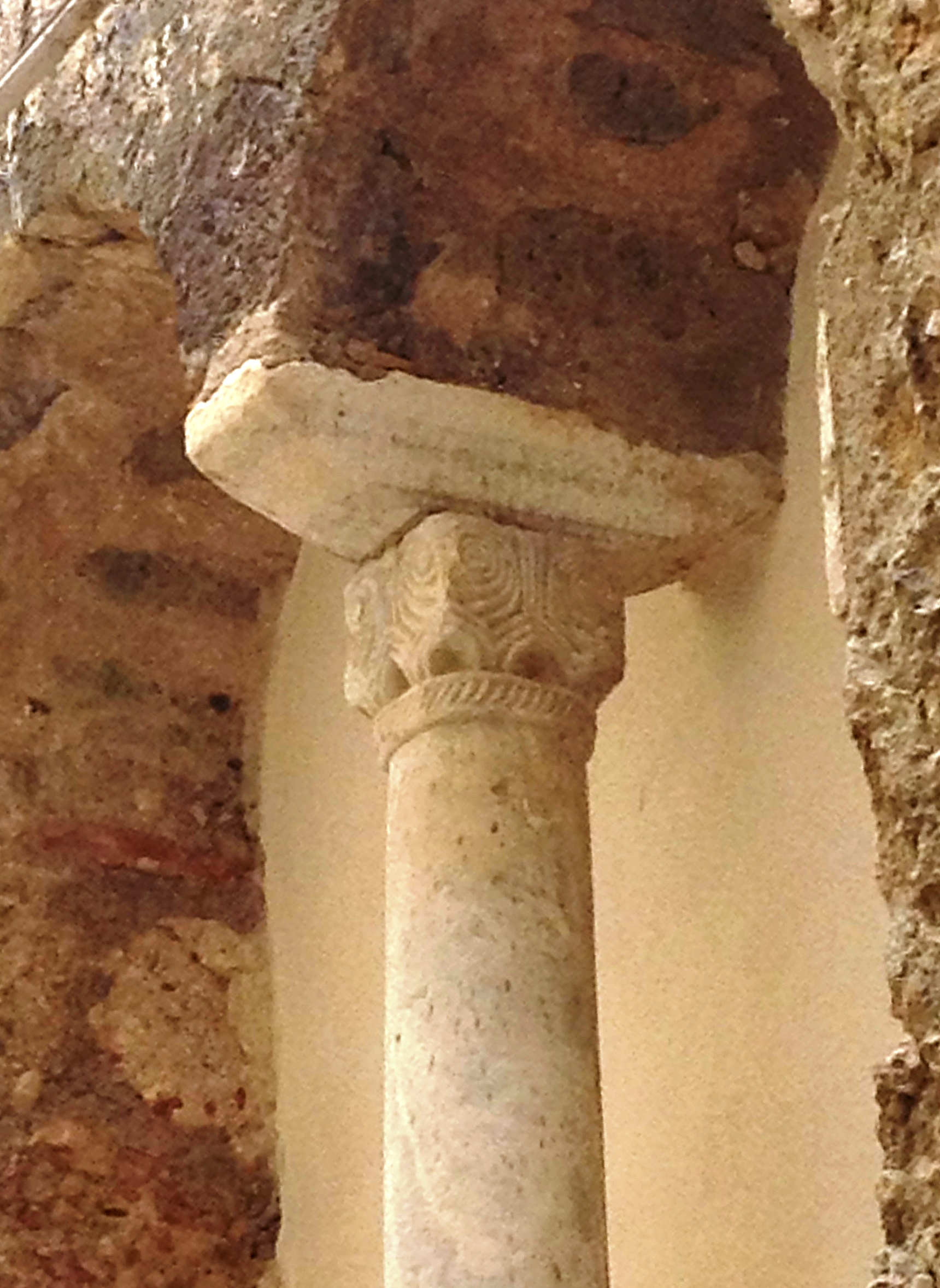
Capitelli della bifora destra della facciata
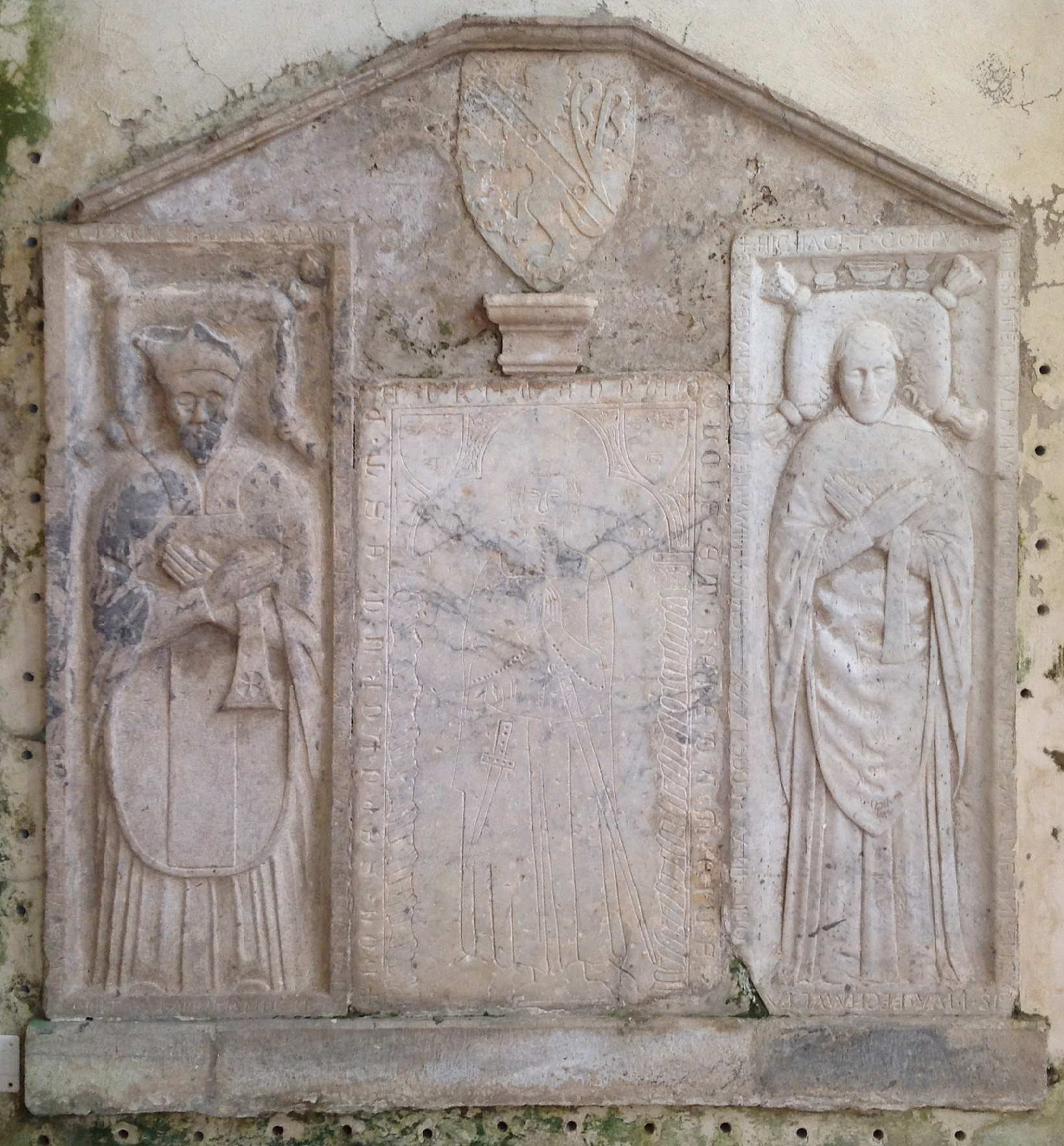
Lastre tombali in controfacciata
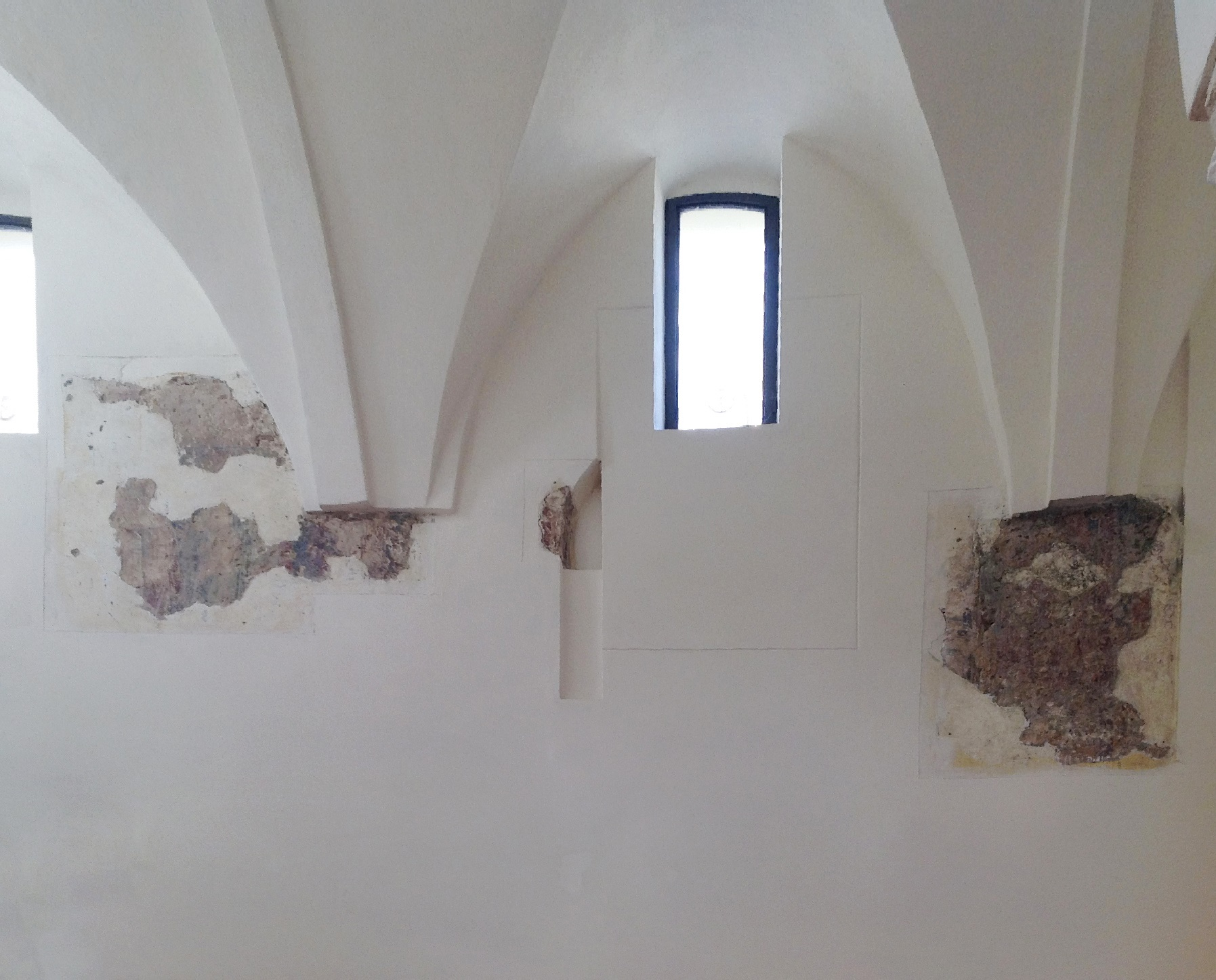
Affreschi del XII secolo nella navata sinistra
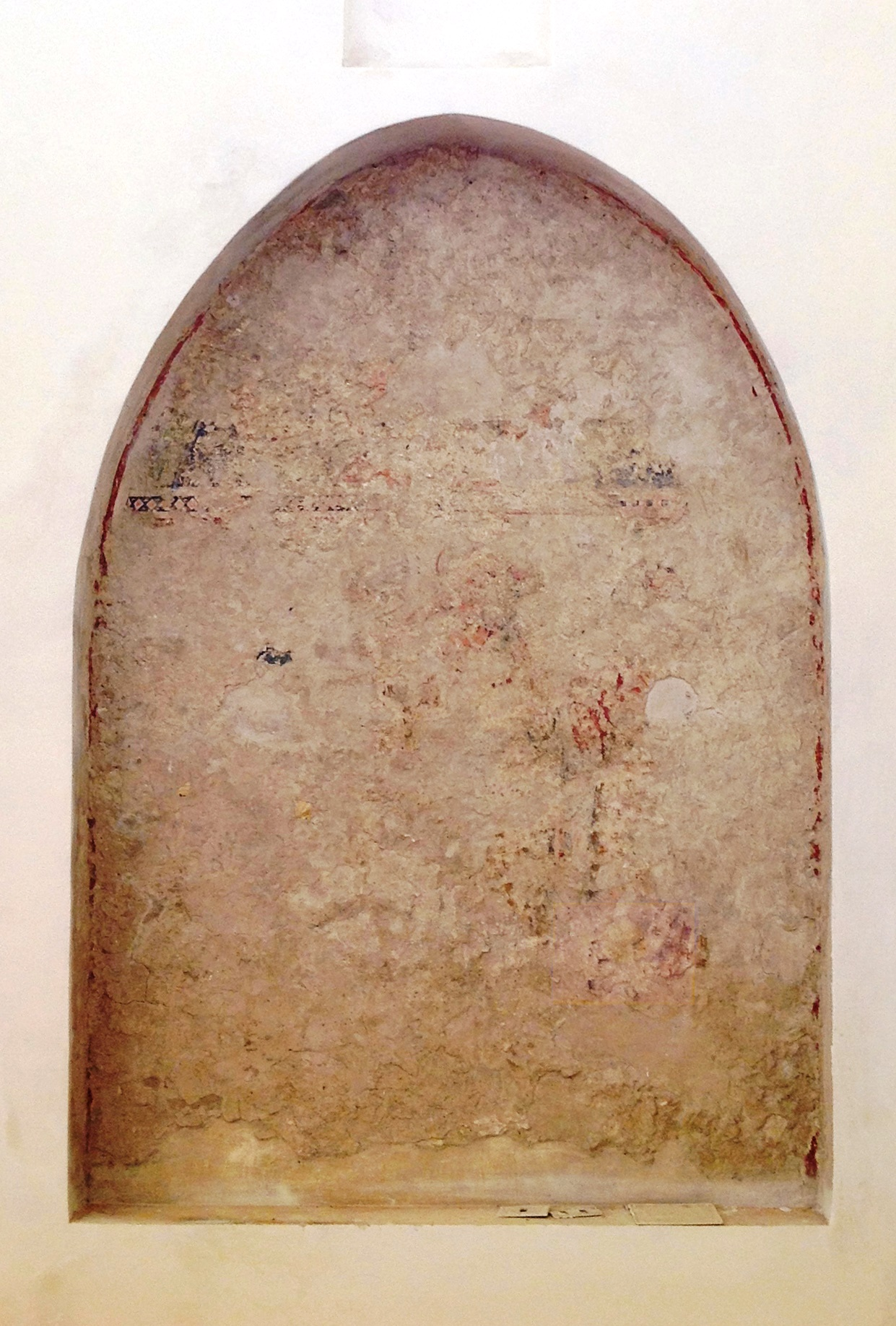
Nicchia affrescata con Santi
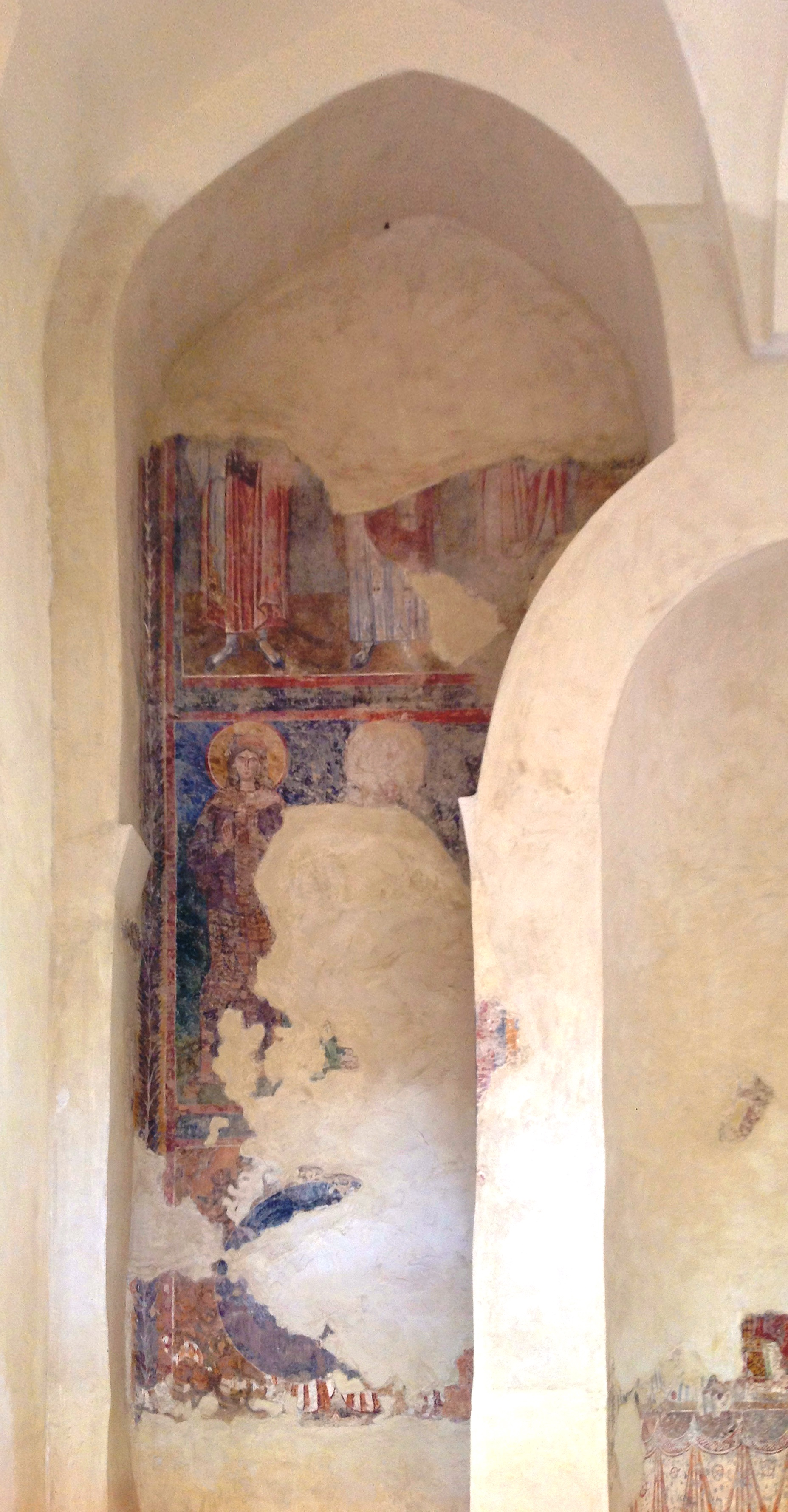
Santi (seconda metà dell'XI secolo)
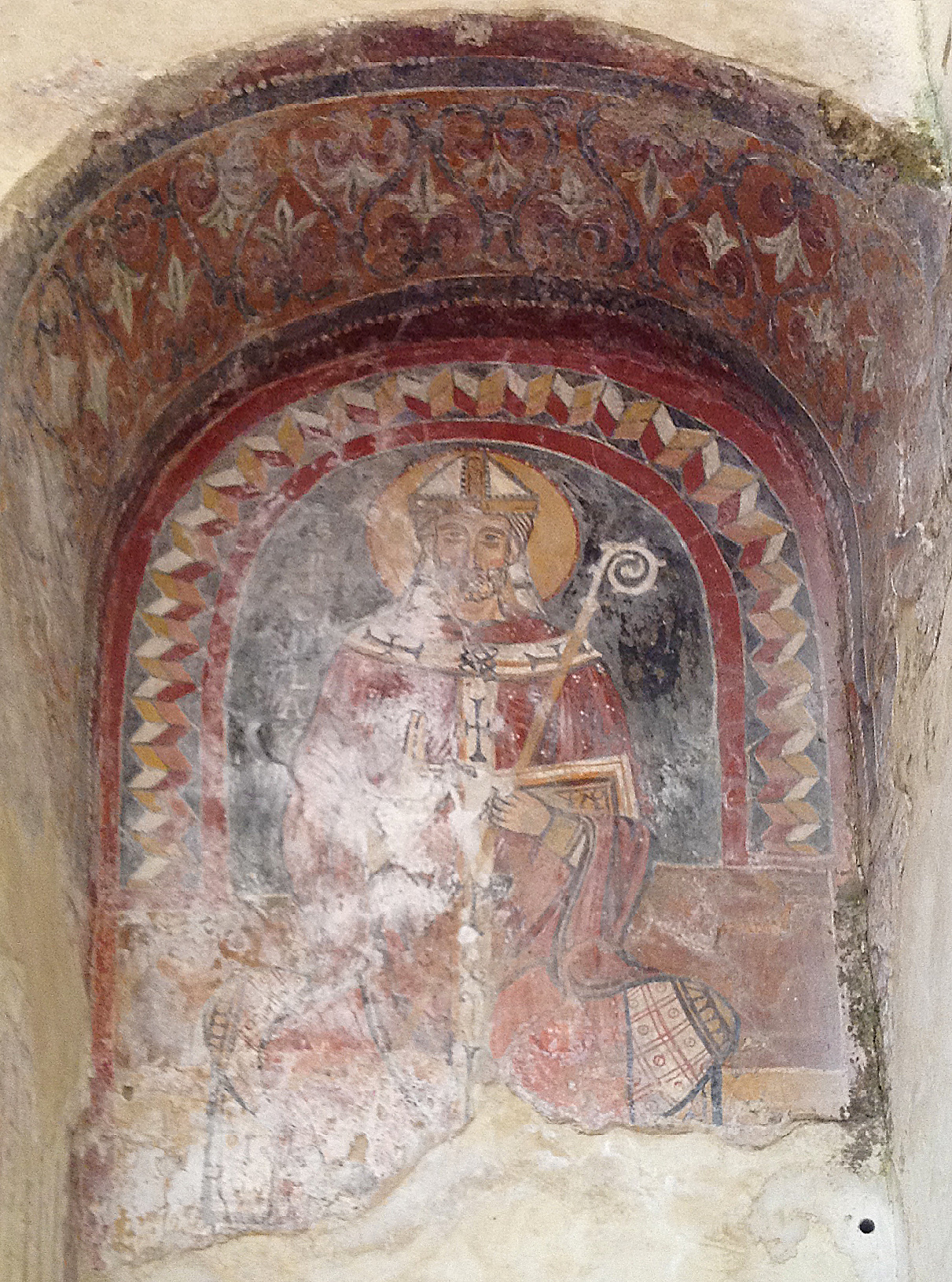
San Nicola (seconda metà del XIII secolo)
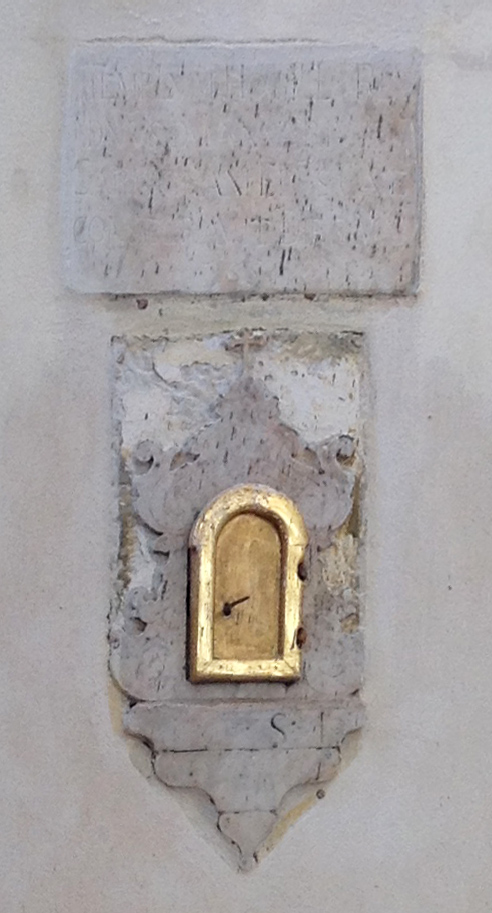
Tabernacolo degli oli santi e lapide del 1765